# Atomausstieg
Als Atomausstieg, auch Kernkraftausstieg oder Atomverzicht, wird die politische Entscheidung eines Staats, den Betrieb von Kernkraftwerken einzustellen und auf Kernenergie zur Stromerzeugung zu verzichten, bezeichnet. Einen vollständigen Ausstieg aus der Erzeugung von Atomenergie haben bisher Italien und Deutschland durchgeführt, weitere Staaten wie Spanien und Taiwan haben einen Atomausstieg angekündigt bzw. ihn in die Wege geleitet. Andere Staaten sind von Ausstiegsplänen wieder abgerückt, darunter Japan und Schweden.

## Vorgeschichte
Mit der zivilen Nutzung der Kernkraft in Kraftwerken wurde Mitte der 1950er-Jahre (1954 Kernkraftwerk Obninsk, Sowjetunion; 1956 Kernkraftwerk Calder Hall, Großbritannien) begonnen. Anfangs war die friedliche Nutzung der Kernenergie gesellschaftlich weitgehend akzeptiert und Kernkraftwerke wurden als eine sichere, wirtschaftliche und umweltfreundliche Art der Stromerzeugung beworben. Ab den 1970er-Jahren gewannen Anti-Atomkraft-Bewegungen zunehmend an Bedeutung. Sie weisen vor allem auf die Risiken und möglichen Folgen eines nuklearen Unfalls (GAU, Super-GAU), Gefahren für Menschen und Umwelt in der Umgebung von Kernkraftwerken (Radioaktivität, ionisierende Strahlung) und das Problem der radioaktiven Abfälle, die über Jahrtausende sicher endgelagert werden müssen, hin. Die Kernschmelze in Three Mile Island 1979 (USA) deckte Schwächen der sicherheitstechnischen Auslegung auf; der Unfall von Tschernobyl 1986 (UdSSR) wurde zur nuklearen Katastrophe und veranlasste viele Länder, keine neuen Kernkraftwerke zu bauen. Nachrichten über Pannen, Störfälle, Vertuschungen führten zu weiterem Vertrauensverlust. Die Nuklearkatastrophe von Fukushima im Jahr 2011 hat die Sicht auf das verbliebene Restrisiko ebenfalls verändert.
Wenn Länder ihre Kernkraftwerke abschalten, müssen sie entweder mehr Energie importieren, mehr Strom auf alternative Weise herstellen und/oder ihren Stromverbrauch drosseln. Ein langsamer Atomausstieg wird gewählt, um in der Zwischenzeit andere Anlagen zur Energieerzeugung zu errichten. Neben fossiler Energie sind die am häufigsten in Betracht gezogenen Alternativen zur Kernenergie Windenergieanlagen, Wasserkraftwerke, Sonnenenergie, Geothermie und Energie aus Biomasse sowie Energiesparen (also Maßnahmen, die die Menge verbrauchter Energie verringern). In Ländern wurde ein beschlossener Ausstieg verzögert oder Ausstiegsbeschlüsse vollständig revidiert.

## Zu den Begriffen des Atomausstiegs und Atomverzichts
Der Begriff kann zum einen die Entscheidung bezeichnen, beim Eintreten bestimmter Bedingungen oder zu einem bestimmten zukünftigen Zeitpunkt vorhandene Kernkraftwerke abzuschalten, oder den Prozess bzw. Zeitraum, in dem man diese Entscheidung in die Tat umsetzt, umschreiben. Der Begriff „Atomausstieg“ entstand als politisches Schlagwort in der Anti-Atomkraft-Bewegung in Deutschland. Ein Atomausstieg wurde somit von entsprechenden Kreisen seit etwa Mitte der 1970er Jahre gefordert. Nach der Katastrophe von Tschernobyl 1986 forderten mehr Menschen – auch in anderen europäischen Ländern – Atomausstiege in ihren Ländern.
Speziell in Deutschland bedeutet der Ausdruck – als politischer Begriff:
1. die im Jahr 2000 getroffene Vereinbarung der rot-grünen Bundesregierung mit den vier deutschen Kernkraftwerksbetreibern, die deutschen Kernkraftwerke nach dem Erzeugen bestimmter Strommengen abzuschalten (auch „Atomkonsens“ genannt) oder
2. die Entscheidung des Deutschen Bundestages vom 30. Juni 2011, die im Herbst 2010 beschlossene Laufzeitverlängerung rückgängig zu machen, acht Kernkraftwerke dauerhaft abzuschalten und die übrigen neun spätestens zu bestimmten Zeitpunkten dauerhaft abzuschalten (Dreizehntes Gesetz zur Änderung des Atomgesetzes (AtG)). Diese atompolitische Kehrtwende beschloss die schwarz-gelbe Regierung unter Bundeskanzlerin Angela Merkel einen Tag nach Beginn der Nuklearkatastrophe von Fukushima (Japan) im März 2011, später auch ihr Kabinett, der Bundestag und der Bundesrat.

## Argumente und Auswirkungen

### Radioaktivität und Unfallrisiken

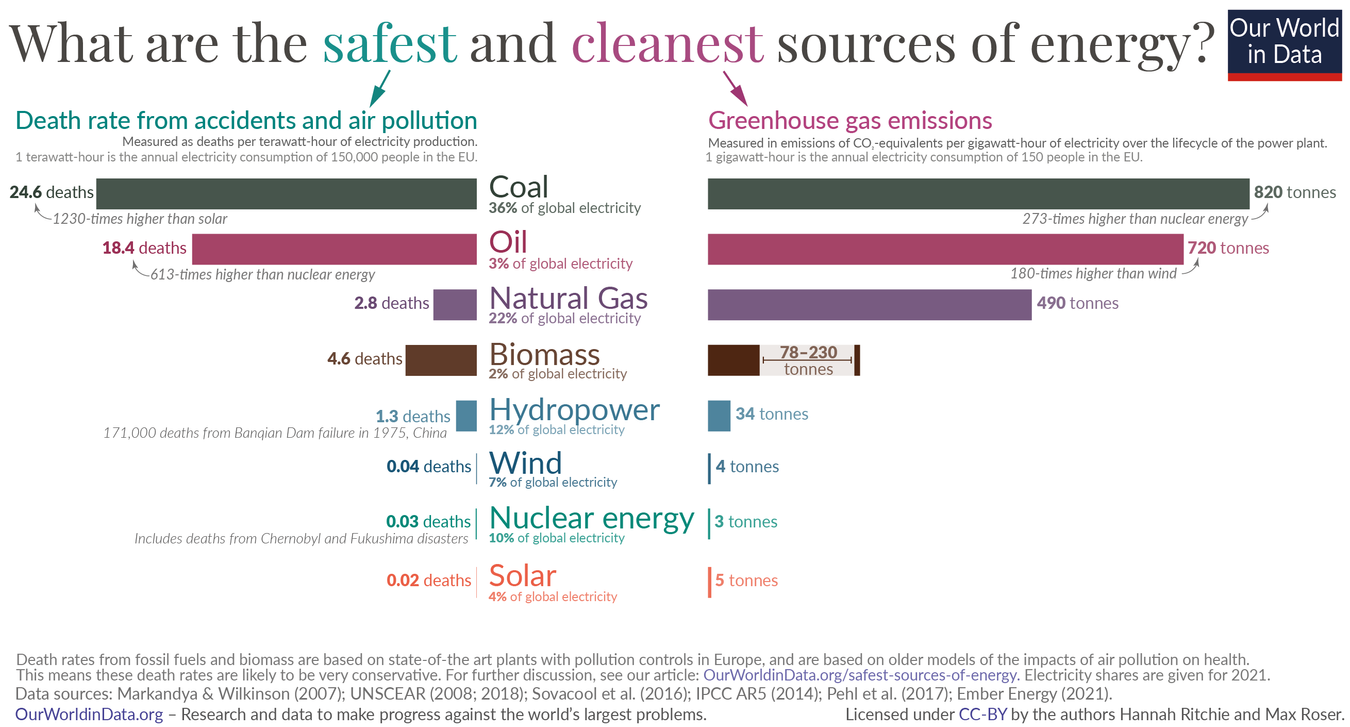
Was sind die sichersten und saubersten Energiequellen?

^{137}Cs-Kontamination in Belarus, Russland und der Ukraine zehn Jahre nach der Nuklearkatastrophe von Tschernobyl

Befürworter des Atomausstiegs argumentieren meist mit der Vermeidung von radioaktiver Strahlung und Nuklearunfällen. Bei Unfällen, wie sie beispielsweise in Tschernobyl (1986) und Fukushima (2011) passiert sind, traten radioaktive Stoffe aus und kontaminierten weite Landflächen. Zugleich wurden in den betroffenen Gebieten viele Menschen in verschieden schwerem Ausmaß verstrahlt und erfuhren somit eine deutlich höhere Strahlenbelastung als in der Natur üblich. Als Langzeitfolge hoher Strahlenbelastung können Krebserkrankungen auftreten. Da es jedoch kaum zu beziffern ist, inwieweit die zusätzliche Strahlenbelastung durch kerntechnische Unfälle für zusätzliche Erkrankungen ursächlich ist, schwanken die genannten insbesondere bei den zivilen Opferzahlen sehr stark. Auch bei den Liquidatoren, wie sie nach der Katastrophe von Tschernobyl zu Hunderttausenden zum Bau des Sarkophages eingesetzt wurden, sind genaue Aussagen hierzu nur schwer möglich. Als gesichert gelten 63 tote Liquidatoren. Darüber hinaus klaffen die Zahlen sehr weit auseinander. Während z. B. IAEA und WHO langfristig von rund 4000 Toten ausgehen, nennt die Ukrainische Kommission für Strahlenschutz 34.499 verstorbene Rettungshelfer, das atomkritische Komitee der Internationalen Ärzte für die Verhütung des Atomkriegs (IPPNW) rechnet langfristig mit 50.000 bis 100.000 Toten.
Forscher des Max-Planck-Institutes für Chemie um Johannes Lelieveld kalkulierten, dass etwa alle zehn bis zwanzig Jahre mit einer Kernschmelze in einem der 440 weltweit vorhandenen Reaktoren (Stand 2012) zu rechnen sei. Damit wäre die Eintrittswahrscheinlichkeit etwa um den Faktor 200 höher als Schätzungen der Nuclear Regulatory Commission (NRC) es 1990 annahmen. Das weltweit höchste Risiko einer radioaktiven Kontamination, die bei 40 Kilobecquerel Radioaktivität pro Quadratmeter als erfüllt gilt, trüge demnach Südwestdeutschland, aufgrund der dort sowie in Frankreich und in Belgien hohen Reaktorendichte. Bei einer Kernschmelze in Westeuropa wären durchschnittlich 28 Millionen Menschen von einer Kontamination mit mehr als 40 Kilobecquerel pro Quadratmeter betroffen, in Südasien sogar ca. 34 Millionen Menschen.
Am 4. Oktober 2012 stellte der damalige EU-Energie-Kommissar Günther Oettinger das Ergebnis eines Stresstests vor, der nach der Nuklearkatastrophe von Fukushima für alle 143 in der EU vorhandenen Kernkraftwerke durchgeführt wurde. Insgesamt sei die Situation „zufriedenstellend“. Kein Kernkraftwerk in der EU müsse aus technischer Sicht abgeschaltet werden. Dennoch bestünden vielfach erhebliche Mängel und großer Verbesserungsbedarf. Auch in zwölf deutschen Kernkraftwerken wurden Mängel entdeckt, so fehlten z. B. hinreichende Erdbebenmesssysteme, manche Kernkraftwerke seien zudem konstruktiv nicht gut genug gegen Erdbeben ausgelegt. Insgesamt rangierten deutsche Kernkraftwerke aber in der ersten Hälfte der untersuchten Anlagen, hinter einigen osteuropäischen Kraftwerken. Am schlechtesten schnitten Kernkraftwerke in Frankreich ab; ebenfalls kritisiert wurden nordeuropäische Kraftwerke. So blieb z. B. den Bedienungsmannschaften im schwedischen Kernkraftwerk Forsmark sowie im finnischen Kernkraftwerk Olkiluoto weniger als eine Stunde Zeit, um eine unterbrochene Stromversorgung zur Aufrechterhaltung der zwingend notwendigen Reaktorkühlung wiederherzustellen. Insgesamt schätzte die EU-Kommission, dass die Nachrüstung der Kernkraftwerke zwischen 10 und 25 Mrd. Euro kosten wird.
Umweltverbände kritisierten den Stresstest scharf und forderten die Abschaltung der beanstandeten Kraftwerke. So habe der Stresstest größtenteils auf dem Papier stattgefunden; nur wenige Kraftwerke seien tatsächlich untersucht worden. Zudem seien bestimmte Risiken wie die Gefahr von Terroranschlägen oder Flugzeugabstürze völlig unberücksichtigt geblieben; es seien nur die Widerstandsfähigkeit gegen extreme Naturereignisse sowie die Beherrschung von daraus entstandenen Unfällen untersucht worden. Die ENSREG (European Nuclear Safety Regulators Group) wies bei der Planung des Tests allerdings darauf hin, dass die Untersuchungen auch für Notfälle relevant sind, die indirekt durch andere Ereignisse ausgelöst werden, wie beispielsweise Waldbrände oder Flugzeugabstürze. Im Hinblick auf schwere Unfälle wurden untersucht:
- Notfallschutzmaßnahmen bei Komplettausfall der Kernkühlung
- Notfallschutzmaßnahmen bei Komplettausfall der Kühlung von Brennelement-Lagerbecken
- Notfallschutzmaßnahmen beim Verlust der Integrität des Containments

Als auslösende, naturbedingte Ereignisse wurden Erdbeben und Hochwasser untersucht. Als Folge dieser Auslöseereignisse war für die Anlage der Verlust von Sicherheitsfunktionen zu unterstellen. Dabei wurde untersucht:
- Ausfall der Stromversorgung einschließlich Komplettausfall (Station Blackout SBO)
- Verlust der letzten verfügbaren Wärmesenke (Ultimate Heat Sink – UHS)
- das gleichzeitige Auftreten von SBO und Verlust der UHS

In Deutschland wurde 2012 auch ein Stresstest auf nationaler Ebene durchgeführt. Alle 17 deutschen Kernkraftwerke wurden einer Sicherheitsprüfung unterzogen (Atom-Moratorium). Die dafür verantwortliche Reaktor-Sicherheitskommission (RSK) veröffentlichte am 16. Mai 2011 eine Stellungnahme, in der sie zu dem Schluss kam, dass deutsche Kernkraftwerke im Vergleich zum Kernkraftwerk in Fukushima besser auf Ereignisse wie Stromausfall und Hochwasser vorbereitet waren. Hinweise auf eine Notwendigkeit zur unverzüglichen Abschaltung deutscher Kernkraftwerke ergaben sich aus der Untersuchung nicht. Im deutschen Stresstest wurden konkret untersucht:

#### Naturbedingte Einwirkungen und Folgeereignisse
- Erdbeben
- Hochwasser
- „station blackout" (SBO)
- Langandauernder Notstromfall
- Ausfall Nebenkühlwasser
- Robustheit von Vorsorgemaßnahmen
- erschwerende Randbedingungen für die Durchführung von Notfallmaßnahmen
  - Kernkühlung und Unterkritikalität
  - Kühlung der Brennelemente in Nasslagerbecken
- Erhalt der Integrität des Sicherheitsbehälters und Begrenzung der Aktivitätsfreisetzung

#### Unter zivilisatorisch bedingten Ereignissen wurden untersucht
- Flugzeugabsturz
- Gasfreisetzung
- Explosionsdruckwelle
- brennbare Gase
- toxische Gase
- terroristische Einwirkungen
- Verletzung von vitalen Funktionen in Abhängigkeit vom Aufwand für die Zerstörung
- Angriffe von außen auf rechnerbasierte Steuerungen und Systeme

Dreifach gestaffelte Robustheitslevel bzw. -schutzgrade wurden den 17 deutschen Kernkraftwerken jeweils in den 6 Risikobereichen Erdbeben, Hochwasser, Station Blackout, Ausfall Nebenkühlwasser, Flugzeugabsturz thermisch und Flugzeugabsturz mechanisch zugeordnet. Im Risikobereich Erdbeben sahen diese beispielsweise folgendermaßen aus:
- Basislevel: Die Sicherheit der Anlage ist für ein Erdbeben mit einer Überschreitungswahrscheinlichkeit {\displaystyle 10^{-5}/\mathrm {a} } nachgewiesen.
- Level 1: Es werden Auslegungsreserven gegenüber den anlagenspezifisch nach Stand von Wissenschaft und Technik ermittelten Erdbeben, Basis: Überschreitungswahrscheinlichkeit {\displaystyle 10^{-5}/\mathrm {a} }, derart ausgewiesen, dass auch bei einer um eine Intensitätsstufe erhöhte Intensität die vitalen Funktionen zur Einhaltung der Schutzziele sichergestellt sind. Dabei können auch wirksame Notfallmaßnahmen berücksichtigt werden.
- Level 2: Es werden Auslegungsreserven gegenüber den anlagenspezifisch nach Stand von Wissenschaft und Technik ermittelten Erdbeben, Basis: Überschreitungswahrscheinlichkeit {\displaystyle 10^{-5}/\mathrm {a} }, derart ausgewiesen, dass auch bei einer um zwei Intensitätsstufen erhöhte Intensität die vitalen Funktionen zur Einhaltung der Schutzziele sichergestellt sind. Dabei können auch wirksame Notfallmaßnahmen berücksichtigt werden.
- Level 3: Erdbeben mit einer Intensität größer Level 2 sind am Standort der Anlage praktisch auszuschließen.

In allen 6 betrachteten Risikobereichen wurden den 17 deutschen Kernkraftwerken von der RSK Robustheitslevel bzw. -schutzgrade zugeordnet, die den Basislevel teilweise erheblich übertreffen. Es gibt eine Ausnahme: Das Kernkraftwerk Unterweser kann für das Bewertungskriterium Hochwasser „nur" das Sicherheitsniveau des Basislevels aufweisen („Die Sicherheit der Anlage ist für ein Bemessungshochwasser - 10.000-jährliches Hochwasser - nachgewiesen."). Aus der Überprüfung der Robustheit deutscher Kernkraftwerke ergaben sich keine Hinweise auf die Notwendigkeit ihrer unverzüglichen Abschaltung.

### Radioaktiver Abfall
Die Nutzung von Kernergie wurde auch immer wieder aufgrund der fehlenden Möglichkeit einer langzeitsicheren Endlagerung für hochradioaktive Abfälle kritisiert. In Ländern wie Finnland, Schweden und Frankreich wurden Fortschritte bei der Entwicklung von Lösungsmöglichkeiten gemacht. Dennoch bleibt es in Deutschland eine drängende Angelegenheit, diese Lücke zu schließen.
Zu den fragwürdigen Entsorgungsmethoden gehörte beispielsweise die Versenkung von Atommüllfässern in den Ozeanen (siehe Altlasten in den Meeren: Verklappung radioaktiven Abfalls).

### Uranförderung und -verarbeitung

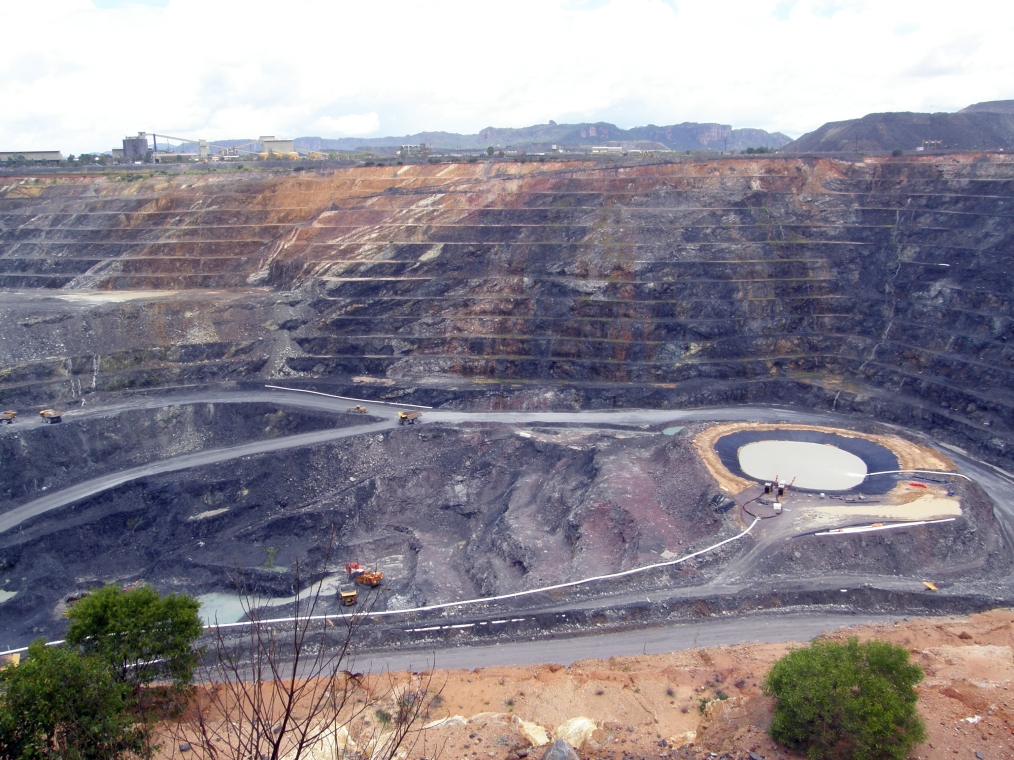
Durch den Uranabbau in der Ranger-Uran-Mine in Australien gelangte wiederholt radioaktiv kontaminiertes Wasser in die Umwelt.

Weitere Kritikpunkte betreffen den Abbau von Uranvorkommen. Die Förderung und Verarbeitung von Uran sind mit zahlreichen potenziellen Gesundheitsrisiken verbunden. Einige dieser Risiken resultieren aus spezifischen Aspekten der Uranförderung und -verarbeitung, während andere allgemein für den Bergbausektor gelten. Diese Gesundheitsrisiken betreffen in der Regel hauptsächlich Menschen, die beruflich in dieser Branche tätig sind. Es besteht jedoch die Möglichkeit, dass bestimmte Expositionen und die damit verbundenen Risiken auch über Umweltwege auf die allgemeine Bevölkerung übertragen werden. Die Bergbauintensität (kg Stein pro GWh Elektrizitätserzeugung) ist für Kernenergie allerdings gegenüber Erneuerbaren Energien und Fossilen Energieträgern weitaus geringer (für EPR Reaktor ca. 10 000 kg/GWh, für Solar Farm 45 000 kg/GWh, onshore Wind 60 000 kg/GWh, Kohle 1 200 000 kg/GWh).

### Wirtschaftlichkeit und Versicherung
Kritiker halten die Kernenergie für unwirtschaftlich, weil die hohen Kapitalkosten durch die niedrigen Brennstoffkosten nicht aufgewogen werden können. Oft wurden in der Vergangenheit Aufwände für die Zwischenlagerung und Endlagerung des Atommülls vom Steuerzahler bezahlt und nicht von den verursachenden Stromkonzernen. In der Schweiz werden die Kosten für die Endlagerung zu 92 % durch die Kernkraftwerksbetreiber und zu 8 % durch den Staat getragen.
Zudem wird die ungenügende Versicherung von Kernkraftwerken kritisiert. Der Betreiber haftet zwar bei Unfällen in unbegrenzter Höhe (§ 31 Absatz 1 Atomgesetz), der potentielle Schaden bei einem Super-Gau kann aber bis zu ungefähr 6.000 Milliarden Euro betragen, was die finanziellen Möglichkeiten eines Privatunternehmens bei weitem übertrifft. Zum Vergleich: Im Oktober 2011 – nach dem Beginn der Nuklearkatastrophe von Fukushima – kam die japanische Kommission für Atomenergie zu dem Ergebnis, dass die Beseitigung der durch diese Katastrophe entstandenen Schäden inklusive des Rückbaus der Reaktoren mindestens 50 Mrd. Euro kosten wird; einzelne Mitglieder dieser Kommission prognostizieren eine deutlich höhere Summe. Eine französische Regierungsstudie ermittelte 2013 mögliche volkswirtschaftlichen Schäden eines Unfalls in einem französischen Kernkraftwerk in Höhe von 430 Mrd. €, was einem Viertel der Wirtschaftsleistung des Landes entspricht. In vielen weiteren Staaten existiert gar keine Versicherung für Kernkraftwerke. In dieser weitgehenden Befreiung von einer Haftpflichtversicherung sehen die beiden Volkswirtschaftler Peter Hennicke und Paul J. J. Welfens eine versteckte Subvention der Atomstromwirtschaft, die „absurde Investitionsanreize schafft, den Wettbewerb in der Strom- bzw. Energiewirtschaft grotesk verzerrt und völlig unnötige Risiken für Milliarden Menschen befördert“. So übertreffe die „Schattensubvention“ bei Atomstrom prozentual alle anderen Sektoren der Wirtschaft.
Eine Analyse des Handelsblatts kam 2015 zu dem Schluss, dass Atomkraft „die wahrscheinlich größte und schlechteste Investition in der Geschichte der Bundesrepublik“ war.
Eine Untersuchung des Wuppertal Instituts für Klima, Umwelt, Energie im Auftrag eines nordrhein-westfälischen Ministeriums prognostiziert, ein schneller Atomausstieg werde den Strompreis eines Durchschnittshaushaltes um maximal 25 Euro im Jahr verteuern. Ein beschleunigter Ausbau erneuerbarer Energien könne langfristig sogar niedrigere Strompreise ermöglichen. Germanwatch kam im Mai 2011 zu einem ähnlichen Ergebnis. Der volkswirtschaftliche Nutzen der erneuerbaren Energien sei deutlich höher als die Mehrkosten. Tatsächlich ergab sich zwischen 2011 und 2021 für einen 3-Personen-Haushalt eine Steigerung von knapp 235 Euro im Jahr.
Ein Spiegel-Artikel schrieb im März 2011, ein Atomausstieg bis 2020 koste etwa 48 Milliarden Euro. Zum Vergleich: 122 Milliarden Euro werden laut Bundesministerium für Umwelt, Naturschutz, nukleare Sicherheit und Verbraucherschutz ohnehin an Investitionen anfallen, um den Kraftwerkspark zu erneuern und die Klimaschutzvorgaben zu erfüllen. Die Energiekonzerne kündigten 2011 an, die Bundesrepublik auf Schadensersatzforderungen in Milliardenhöhe zu verklagen.

### Gefahren für Frieden und Sicherheit
Kritiker argumentieren, es sei unmöglich, Atomanlagen effektiv vor Terrorangriffen zu schützen. Die Terroranschläge vom 11. September 2001 haben weltweit bewusst gemacht, dass Terroristen entführte Flugzeuge auf Atomanlagen lenken könnten, diese bergen daher das Risiko eines verheerenden terroristischen Anschlags. Alle deutschen Kernkraftwerke sind seit 2004 mit Vernebelungsystememen ausgestattet, die das Kernkraftwerk bei einer unmittelbaren Bedrohung tarnen können, wie es schon bei militärischen Selbstschutzsystemen erprobt ist. Die Werkfeuerwehren sind mit Schaumlöschfahrzeugen zur Bekämpfung großflächiger Kerosinbrände ausgestattet. In einem Gutachten des Bundesministeriums wurde die Wirksamkeit der Tarnmaßnahmen mit Vernebelungstechnik sowohl für den Sichtflug als auch den Flug mit Instrumentenunterstützung für die Standorte Neckarwestheim und Philippsburg durch ein Gutachten von einer Gruppe erfahrener Flugexperten bestätigt.
Darüber hinaus birgt die zivile Nutzung der Kernenergie das Potential zur Verbreitung von technischem Know-how und radioaktivem Material an Regierungen und terroristische Gruppen, welche dieses Material für militärische oder terroristische Zwecke missbrauchen können, z. B. in einer Schmutzigen Bombe.

### Verdrängung erneuerbarer Energien
Im Zuge der jahrelangen Diskussion um die 2010 beschlossene und 2011 zurückgenommene Laufzeitverlängerung deutscher Kernkraftwerke meldeten sich zahlreiche Institutionen zu Wort, welche die Verdrängung erneuerbarer Energien durch Atomstrom beklagten.
- Nach einer Analyse des Fraunhofer-Instituts für Windenergie und Energiesystemtechnik (IWES) würden bei dem von der Erneuerbare-Energien-Branche für 2020 geplanten Ausbau der erneuerbaren Energien nur noch 24,5 GW statt heute 43,9 GW an Grundlast von fossilen oder atomaren Kraftwerken benötigt. Würden die Atomkraftwerke aber am Netz bleiben, müssten zusätzlich fossile Kraftwerke abgeschaltet werden, wozu jedoch die gesetzliche Grundlage fehlt. Faktisch würde so der Vorrang erneuerbarer Energien gefährdet.[30]
- Eine AKW-Laufzeitverlängerung wäre ein „schlimmer Fehler“ und würde die erneuerbaren Energien in Deutschland um mindestens ein Jahrzehnt zurückwerfen, warnte 2010 auch Christian Friege, der Vorstandsvorsitzende des Ökostromanbieters Lichtblick. Schon 2010 verstopfe „zu viel unflexible Grundlast“ aus Braunkohle- und Atomkraftwerken das Stromnetz. Längere Laufzeiten würden dazu führen, dass „der so wichtige Vorrang der erneuerbaren Energien bei der Stromerzeugung in Frage gestellt wird“. Zudem könnten die Betreiber der Atomkraftwerke mit den Zusatzgewinnen „ihre dominante Stellung bei der Stromerzeugung verteidigen“. Infolgedessen sei Atomkraft „keine Brückentechnologie, sondern eine Verhinderungstechnologie für den Ausbau der Erneuerbaren“.
- Auch nach Ansicht des Sachverständigenrats für Umweltfragen (SRU) sind weder längere AKW-Laufzeiten noch neue Kohlekraftwerke erforderlich. Der SRU warnte davor, dass durch signifikante AKW-Laufzeitverlängerungen Überkapazitäten im System entstünden. Viele konventionelle Kraftwerke seien auf Dauer nicht mit der erneuerbaren Stromerzeugung vereinbar, da ihre Leistung nicht schnell genug an die Schwankungen der Wind- und Sonnenenergie angepasst („Lastfolgebetrieb“) werden kann. Das dauerhafte Nebeneinander von konventioneller und wachsender erneuerbarer Stromerzeugung würde das System ineffizient und unnötig teuer machen. Olav Hohmeyer, Mitglied im SRU, betonte: „Für die Übergangszeit sind weder Laufzeitverlängerungen für Atomkraftwerke noch neue Kohlekraftwerke erforderlich. Die Brücke zu den erneuerbaren Energien steht bereits“.[31]
- Albert Filbert, Vorstandsvorsitzender des Regionalversorgers HSE in Darmstadt, erklärte 2010 in der „Wirtschaftswoche“: „Die Atomkraft ist keine Brückentechnologie, sondern sie bremst die Erneuerbaren aus.“ Filbert begründet seine Sichtweise mit Investitionen der Stadtwerke in den vergangenen Jahren, die sich am Atomausstieg orientiert hätten: „Sie haben viel Geld in die erneuerbare Energieversorgung gesteckt, denn dieses Marktsegment war nicht vom Erzeugungsoligopol der vier großen Energieunternehmen besetzt.“ (E.ON, RWE, EnBW, Vattenfall) Würden nun die Atomkraftwerk-Betreiber am Markt bevorzugt, käme das einer Entwertung dieser Investitionen gleich. Da auch die Behauptungen unzutreffend seien, Atomkraft senke den Strompreis und ohne sie gingen die Lichter aus, folgerte Filbert: „Der energiepolitisch wie wettbewerbsrechtlich richtige Weg wäre, am Ausstiegsbeschluss festzuhalten.“[32]

### Radioaktivität von Kohlekraftwerken
In fossilen Brennstoffen (neben Steinkohle und Braunkohle auch in Erdöl und Erdgas) kommen Radionuklide vor. In der Asche und den Abgasen aus Kohlekraftwerken sind diese Radionuklide enthalten. Die weltweit jährlich für die Stromerzeugung verbrannte Kohle enthält (Stand 200x) unter anderem etwa 10.000 Tonnen Uran und 25.000 Tonnen Thorium. Der größte Teil davon verbleibt in der Asche. Durch Emissionen aus modernen Kohlekraftwerken ist (Stand 2000) mit radioaktiven Belastungen von 0,4 µSv/a pro Anlage zu rechnen, während AKW 2002 in Deutschland mit 1,4 µSv/a pro Anlage zur radioaktiven Dosis beitrugen. Diesen Zahlen widersprechen andere Studien, nachdem die erste Quelle von künstlicher Radioaktivität für den Menschen Kohlekraftwerke und Zigarettenrauch sind. Unter anderem ist die Strahlenbelastung von einem Kohlekraftwerk in Betrieb laut Scientific American 10- bis 100-mal höher als die von einem Kernkraftwerk in Betrieb.
Die Strahlenbelastung aus den Aschen ist stark von den installierten Filtern abhängig und die negativen gesundheitlichen Auswirkungen der Aschen von Kohlekraftwerken sind zum größten Teil nicht von der Radioaktivität verursacht, sondern vom Ruß selbst und vom Schwermetallanteil. Ein Vergleich der Kernenergie mit anderen Energiequellen zeigt, dass die vorzeitigen Tode pro erzeugte Energiemenge bei Kohlekraftwerken und von vielen anderen Quellen stark die von Kernkraftwerken übertreffen, selbst wenn man den Unfall in Tschernobyl miteinbezieht.

### Verluste der Energiekonzerne
Nach der Nuklearkatastrophe von Fukushima verkündete die Bundesregierung ein Atom-Moratorium.
Auf die vier Betreiber von Atomkraftwerken in Deutschland kamen laut einer Studie der Landesbank Baden-Württemberg (erstellt im Frühjahr 2011) durch die Laufzeitverkürzung Gewinneinbußen in Höhe von etwa 22 Milliarden Euro zu.
Die vier großen Energiekonzerne äußerten (Stand Juni 2012) laut FAZ, etwa 15 Milliarden Euro Schadensersatz für den Atomausstieg einklagen und sich bei ihrer Beschwerde beim Bundesverfassungsgericht vor allem auf die Eigentumsgarantie des Grundgesetzes berufen zu wollen. Diese schütze, so die Argumentation, neben den Kernkraftwerken auch die Betriebsgenehmigungen, die vom Bundestag zugeteilten Reststrommengen und die Anteile an den Betreibergesellschaften. (siehe auch Inhalts- und Schrankenbestimmung)
Am 6. Dezember 2016 erfolgte das Urteil des BVerfG zur Entschädigungsklage von RWE und Vattenfall: „Gemessen hieran ist die 13. AtG-Novelle insofern verfassungswidrig, als sie keinerlei Regelung über den Ausgleich für frustrierte Investitionen vorsieht, die in dem kurzen Zeitraum zwischen dem Beschluss des Bundestages über die 11. AtG-Novelle und dem Schreiben des Bundesministeriums für Umwelt, Naturschutz und Reaktorsicherheit vom 16. März 2011 über das Atommoratorium getätigt wurden. Der 11. AtG-Novelle lag die politische Entscheidung des Gesetzgebers zugrunde, die Kernenergie als Brückentechnologie für einen längeren Zeitraum weiter zu nutzen."
Die festgestellten Verfassungsverstöße führten hier zur Feststellung der Unvereinbarkeit von § 7 Abs. 1a Satz 1 AtG mit dem Grundgesetz verbunden mit einer Fortgeltungsanordnung bis zu einer Neuregelung. Die Bundesregierung rechnete laut Gesetzentwurf mit einem Betrag „im oberen dreistelligen Millionenbereich“.

### Klimaschutz und Argumente für die Atomkraft
Gegner des Atomausstieges kritisieren, dass wegen des Atomausstiegs mehr Strom aus Kohle und anderen fossilen Brennstoffen erzeugt werden muss, was mit dem Ziel des Klimaschutzes konfligiere. Das Abschalten eines Atomkraftwerks verursacht 5 Millionen Tonnen zusätzlichen CO2-Ausstoß jährlich, wenn es durch Gaskraftwerke ersetzt wird, und 9 Mio. Tonnen, wenn es durch Kohlekraftwerke ersetzt wird. Dennoch wird der Einfluss eines Atomausstiegs auf das Klima aufgrund der Konkurrenz zwischen Kernenergie und erneuerbaren Energien kontrovers diskutiert. Eine für den BDI erstellte Studie kam im April 2011 zu dem Ergebnis, dass bei einem Atomausstieg bis zum Jahre 2017 durch die Energiewirtschaft bis zu 63 Mio. Tonnen Kohlendioxid pro Jahr mehr ausgestoßen würden. Es wurde außerdem vorausgesagt, dass Mehrkosten wegen zusätzlich benötigten CO2-Zertifikaten und wegen der Notwendigkeit, Kraftwerkskapazitäten zu ersetzen, entstünden. Britische Autoren prognostizierten kurz nach der Stilllegung der ältesten deutschen Atomkraftwerke eine verstärkte Nutzung fossiler Energieträger in Deutschland und einen Preisanstieg EU-Emissionshandelszertifikate um rund fünf Euro pro Tonne.
Tatsächlich mussten seit dem Abschalten von drei der sechs letzten deutschen Kernkraftwerke bereits abgeschaltete Kohlekraftwerke wieder an den Strommarkt zurückkehren. Vor dem russischen Überfall auf die Ukraine 2022 und der einhergehenden Energiekrise war geplant, die durch den Atomausstieg fehlende Energie mit einem massiven Ausbau von Gaskraftwerken zu kompensieren. Der unvorhergesehene Wegfall russischer Gaslieferungen im Jahr 2022 verursachte stattdessen neben Stromknappheit und dem damit verbundenen Preisanstieg eine Ausweitung der Kohleverstromung. Im Jahr 2023 wird wegen des Hochfahrens der Kohlekraftwerke mit einem zusätzlichen Ausstoß von 30 bis 40 Millionen Tonnen mehr CO2 gerechnet. Wegen der Umstellung weiterer Energieverbraucher wie Heizung und Verkehr auf elektrische Technologien (Sektorenkopplung) zur damit möglichen Dekarbonisierung wird zusätzlich mit einer Verdopplung bis Verdreifachung des heutigen Strombedarfs gerechnet, der ohne Kernenergie frühestens im Jahr 2037–2052 klimaneutral gedeckt werden kann. Die grüne Spitzenpolitikerin Katharina Fegebank räumte ein, dass der Ausstieg „aus heutiger Sicht [...] vielleicht die falsche Entscheidung gewesen [ist]“.
Die Physik-Nobelpreisträger Klaus von Klitzing und Steven Chu sowie die Klimaforscher James Hansen und Kerry Emanuel und weitere Unterstützer rieten Bundeskanzler Olaf Scholz (SPD) am 14. April 2023 in einem offenen Brief, dass die Kernenergie in Deutschland klar ersichtlich zur Linderung der Energiekrise und dem Erreichen der deutschen Klimaziele beitragen könne. Die drei letzten Reaktoren in Deutschland mit ihrer Jahresproduktion von zuletzt 32,7 Milliarden Kilowattstunden hätten mehr als zehn Millionen Haushalte in Deutschland mit klimafreundlicher Elektrizität versorgt. Damit könnten auch weiterhin im Vergleich zur Kohlekraft bis zu 30 Millionen Tonnen CO₂ pro Jahr eingespart werden. James Hansen bezeichnete den Ausstieg schon zuvor als Fehler und warnte vor einem damit verbundenen Beitrag zum Artensterben. Deutschland solle stattdessen zuerst die Kohlekraftwerke abschalten. Die Internationale Energieagentur (IEA) der OECD hält einen deutlichen Ausbau der Kernenergienutzung für erforderlich, um den Temperaturanstieg global auf zwei Grad Celsius zu begrenzen. In den Energy Technology Perspectives 2017 schreibt die IEA:
```
* Übersicht
Durchschnittlich wurde in der letzten Dekade der Bau von Kraftwerken mit einer Kapazität von 8,5 GW pro Jahr begonnen. Um das 
Zwei-Grad-Ziel
 zu erreichen, wäre eine Verdoppelung auf über 20 GW pro Jahr bis 2025 notwendig.
* Jüngste Trends
Im Jahr 2016 wurde die Kernenergiekapazität um 10 GW erhöht, die größte Steigerung seit 1990, Neubauten wurden aber nur für 3 GW begonnen.
* Empfehlung für 2017
Klare und konsistente politische Unterstützung für bestehende und neue Kapazität einschließlich Kernkraft in Förderprogrammen für saubere Energie, und Unterstützung für deren Weiterentwicklung zusätzlich zu anderen Formen sauberer Energie.
```

Auch die UNECE (United Nations Economic Commission for Europe) betonte 2021, die Klimaziele seien nur erreichbar, wenn die Kernenergie weiter zur Stromversorgung beitrage. Europäische Kommission Die EU-Kommission stuft Kernenergie als nachhaltig und klimafreundlich ein. Seit Januar 2023 gelten entsprechende Regeln, um mehr Investitionen in klimafreundliche Wirtschaftsbereiche zu fördern.
Seit 2023, eine Mehrheit der Deutschen stellt sich laut Umfragen inzwischen pragmatisch positiv zur Atomkraft und es werde von Atomeinstieg gesprochen.

### Versorgungssicherheit und Stromimporte
Kernkraftwerke benötigen erheblich weniger Reserveenergie als Solar- oder Windkraftwerke. Wird ein Kraftwerk außerplanmäßig heruntergefahren, wie zum Beispiel ein Kernreaktor des Kernkraftwerk Brunsbüttel (Leistung (netto) 1.300 Megawatt) im Januar 2012, als defekte Brennelemente ausgetauscht werden mussten, so muss dieser Ausfall von anderen Kraftwerken ausgeglichen werden.
Zunächst wurde befürchtet, dass die wegfallende Atomstromproduktion vorwiegend durch Importe von Atomstrom aus Frankreich oder Tschechien ersetzt würde, anstatt durch heimische Produktion erneuerbarer Energien. Dies bewahrheitete sich zu Beginn des Atomausstiegs nicht: im ersten Halbjahr 2011 (in dem sechs Kernkraftwerke im Rahmen des Atom-Moratoriums abgeschaltet wurden) wurden fast 28 Terawattstunden exportiert und 24 Terawattstunden importiert. Der Kernenergie-kritische Verein Öko-Institut e. V. kam in seiner Analyse zu dem Ergebnis, dass nach der Abschaltung der sechs deutschen Kernkraftwerke der Strommehrbedarf einstweilen von anderen Energieträgern (insbes. Kohle und Gas) gedeckt wurde. Weder der Kohleausstieg noch der russische Gaslieferstopp hatten damals begonnen. Die Stromflüsse zwischen Deutschland und Frankreich änderten sich einige Monate lang (Frankreich exportierte 2011 10,8 TWh und importierte 8,4 TWh; seit 2012 ist Frankreich Nettoimporteur. 2012 importierte das Land 8,7 Terawattstunden aus Deutschland). Zu Spitzenlastzeiten sei der Strom aus deutschen Photovoltaikanlagen für Frankreich günstiger als aus seinen eigenen, oft überlasteten Atomreaktoren. Das der französischen Regierung unterstellte „Zentrum für strategische Analysen“ (Centre d’analyse stratégique“) kam im September 2012 zu dem Schluss, der Ausbau der erneuerbaren Energien im Nachbarland Deutschland sichere nicht nur den Klimaschutz, sondern auch dessen energetische Unabhängigkeit.
Auch im zweiten Halbjahr 2011, in dem die durch den Atomausstieg abgeschalteten Kernkraftwerke nicht mehr zur Stromerzeugung beitrugen, war per Saldo ein Nettoüberschuss zu verzeichnen (ebenso im Gesamtjahr 2011). Dieser betrug nach vorläufigen Zahlen der ENTSO-E ca. 6 TWh. Der Minderertrag der Kernkraftwerke von ca. 32 TWh wurde durch den geringeren Export (im Saldo 12 TWh weniger als im Vorjahr) sowie durch die erhöhte Einspeisung der erneuerbare Energien (+ 18 TWh verglichen mit 2010) fast vollständig kompensiert. Auffällig ist die jahreszeitliche Schwankung des Stromaustausches. So betrug der Nettoexport laut Zahlen der AG Energiebilanzen nach dem dritten Quartal ca. 1,6 TWh. Damit kam es im nachfrageschwächeren Sommer zu Nettoimporten von Strom nach Deutschland, während im nachfragestarken vierten Quartal ein Nettoexport von rund 4,5 TWh zu verzeichnen war. Trotz begonnener Reduktion der Kernenergieerzeugung hat Deutschland im Jahr 2012 per Saldo mehr Strom exportiert als vorher. In den ersten drei Quartalen des Jahres exportierte Deutschland im Saldo 12,3 TWh Strom ins Ausland. Laut Daten der Arbeitsgemeinschaft Energiebilanzen stieg der Stromexport im gesamten Jahr auf 23 TWh an. Die Preise für den exportierten Strom lagen dabei über den Preisen des importierten Stroms. Ein leichtes Strom-Defizit war zuletzt im Jahr 2002 aufgetreten. Damals musste Deutschland 0,7 TWh im Ausland einkaufen, um die eigene Versorgung zu decken. Die Stromerzeugung aus den Atomreaktoren sank in Deutschland im Jahr 2012 nach Daten der Arbeitsgemeinschaft auf 99 TWh und damit erstmals seit Jahrzehnten wieder unter die 100-TWh-Marke (2011: 108 TWh). Damit trug die Atomkraft noch ein Sechstel zur deutschen Stromversorgung bei, während die Erneuerbaren 2012 23 Prozent abdeckten.
Wie die folgende Tabelle zeigt, die auf Daten von entso-t basiert, gab es nach der Abschaltung von acht deutschen Kernkraftwerken im Winterhalbjahr 2011/12 (mit Ausnahme von einem starken Exportanstieg nach Österreich, der durch Importe aus Dänemark und Schweden ausgeglichen wurde), nur geringfügige Veränderungen in der Exportbilanz. Die Stromexporte nach Frankreich gingen von 5 TWh auf 4 TWh zurück, zugleich fielen die Importe aus Tschechien von 5,8 TWh auf 4,7 TWh.
|                | Nettoexport (TWh) | Nettoexport (TWh) | Veränderung (TWh) |
| Winter 2010/11 | Winter 2011/12    |                   | Veränderung (TWh) |
| -------------- | ----------------- | ----------------- | ----------------- |
| DE-AT          | 1,68              | 11,97             | 10,29             |
| DE-CH          | 4,09              | 3,32              | −0,76             |
| DE-CZ          | −5,76             | −4,67             | 1,09              |
| DE-FR          | 4,94              | 4,01              | −0,94             |
| DE-NL          | 4,07              | 3,07              | −1,00             |
| DE-SE          | 1,04              | −1,70             | −2,73             |
| DE-DK          | 1,57              | −3,54             | −5,11             |
| DE-PL          | −0,69             | −1,59             | −0,90             |
| Gesamt         | 10,95             | 10,87             | −0,07             |

Im ersten Quartal 2012 blieb Deutschland ebenfalls in jedem Monat Nettoexporteur von Strom, im besonders kalten Februar wurde (trotz der abgeschalteten Kernkraftwerke) netto sogar mehr Strom exportiert als im Februar 2011, als diese Kraftwerke noch in Betrieb waren. Zugleich blieb das Stromnetz während der Kältewelle, in der die Stromnachfrage besonders hoch war, laut Übertragungsnetzbetreiber stabil. Deutschland blieb selbst während der morgendlichen Spitzenlast Stromexporteur. Die exportierte Strommenge betrug dabei etwa 150 bis 170 GWh pro Tag (im Tagesschnitt 6,25 bis 7 GW, entsprechend 5 großen Kernreaktoren) und floss zum Teil nach Frankreich, das aufgrund seines überwiegend elektrisch beheizten Wohnbestandes zum Nettoimporteur von Strom wurde. Laut Tagesspiegel importiert Frankreich seit Jahren während des Winters Strom aus Deutschland.
In der 2013 veröffentlichten Studie „Auswirkungen des deutschen Kernenergie-Ausstiegs auf den Stromaustausch mit den Nachbarländern“ untersuchte der Verein Öko-Institut e. V., welche Auswirkungen das Abschalten der Kernkraftwerke auf den Stromaustausch der Bundesrepublik mit seinen europäischen Nachbarn hat. Demnach erhöhten sich die Importe im Frühjahr und Sommer 2011 kurzfristig; dies lag hauptsächlich an jahreszeitlichen Effekten und lange geplanten Kraftwerksrevisionen. Zudem handelte es sich um ein starkes Wasserkraftjahr in Schweden und Norwegen mit entsprechenden preisgünstigen Stromüberschüssen auf dem europäischen Markt. Der Ausstieg führte demnach nicht zu einem Mangel inländischer Kraftwerkskapazitäten.
Eine Studie im Auftrag von Greenpeace bestätigte, dass im Jahr 2011 der Anteil von importiertem Strom aus Frankreich zwar etwas anstieg, dieser jedoch vor allem in Nachbarländer wie die Schweiz durchgeleitet wurde. Im Jahr 2012 wurde demnach sogar weniger Strom aus Frankreich nach Deutschland importiert als noch vor dem Atommoratorium. Auch aus Tschechien kamen nicht mehr Importe als vor der Abschaltung.
Im Juli 2013 berichtete die Süddeutsche Zeitung, dass Stromversorger aufgrund von großen Überkapazitäten im europäischen Strommarkt und daraus resultierender niedriger Börsenstrompreise eine Reihe von konventionellen Kraftwerken in Deutschland und anderen europäischen Staaten stilllegen wollten. Darunter könnten laut Branchenkreisen auch Kernkraftwerke sein. Bis Mitte Juli 2013 gingen 15 Stilllegungsanträge bei der deutschen Bundesnetzagentur ein. Diese kündigte an, zumindest in Süddeutschland keine Stilllegungen mehr zu akzeptieren. Von etwa 90 Gigawatt konventioneller Stromkapazitäten in Deutschland standen 2013 bis zu 20 Prozent zur Disposition. Für dutzende Kohle- und Gaskraftwerken wurde eine vorübergehende oder dauerhafte Stilllegung erwogen. Das große Stromangebot bei den erneuerbaren ließ den Börsenpreis so stark fallen, dass sich ihr Betrieb nicht mehr lohnte. Mehrfach hatten Versorger und Stadtwerke von der Regierung gefordert, für die Bereitstellung der nun höheren nötigen Reservekapazitäten entschädigt zu werden („Kapazitätsmarkt“) – bisher vergeblich.
Im Januar 2018 berichtete Der Spiegel, dass der Ausbau erneuerbarer Energien dafür sorgt, dass zeitweise (bei guter Sonneneinstrahlung bzw. guten Windverhältnissen) mehr Strom produziert wird als nötig. Die Kosten dafür tragen zu einem erheblichen Teil die Stromverbraucher, denn die Übertragungsnetzbetreiber müssen Strom aus erneuerbaren Quellen auch dann abnehmen und vermarkten, wenn dafür an der Strombörse keine Nachfrage besteht. Die dadurch entstehenden Verluste legen die Betreiber auf die Verbraucher um. Deutschland notverkauft daher auch immer häufiger Strom zu negativen Preisen an das EU-Ausland zu Zeiten, wenn Strom nicht benötigt wird. 2008 trat das Phänomen bei 15 Stunden im Jahr auf, 2017 waren es laut Bundesnetzagentur bereits 146 Stunden.
Noch Ende 2021 konstatierte eine Untersuchung des Deutschen Instituts für Wirtschaftsforschung, dass eine Abschaltung der verbliebenen deutschen Kernkraftwerke nur geringe Auswirkungen auf die Versorgungssicherheit haben würde. Diese sei aufgrund der Einbindung in den europäischen Strommarkt nicht gefährdet.
 Am 31. Dezember 2021 wurden 3 der 6 letzten Reaktoren abgeschaltet, ohne dass dies relevante Auswirkungen auf den Energiemarkt hatte.
 Auch 2021 war Deutschland wieder Netto-Stromexporteur mit insgesamt 17,4 TWh Überschuss, im Jahr 2002, als noch 19 Kernreaktoren am Netz waren, hatte Deutschland noch 0,7 TWh importiert, 1995 waren es sogar 4,8 TWh Import.
Am 24. Februar 2022 begann der Russische Überfall auf die Ukraine, infolgedessen Deutschland sukzessiv von den russischen Gaslieferungen abgeschnitten wurde (Energiekrise). Wegen den gestiegenen Gaspreisen ging die Gasverstromung etwas zurück. Zudem wurden zum Jahr 2022 drei der letzten sechs Kernkraftwerke abgeschaltet. Deshalb mussten zahlreiche fossile Kraftwerke, die hätten abgeschaltet werden sollen, bzw. bereits abgeschaltet waren, am Stromnetz bleiben, oder sogar ans Netz zurückkehren. So blieb beispielsweise der zur Abschaltung vorgesehene Block 5 des Kohlekraftwerks Staudinger bis auf weiteres am Stromnetz. Am 1. Februar 2023 musste das Ölkraftwerk Irsching 3 seinen Betrieb wieder aufnehmen. Wirtschaftsminister Habeck (Grüne) betonte, dass im Zweifel die Versorgungssicherheit wichtiger sei als der Klimaschutz. Außerdem mussten viele Industrien in Deutschland ihre Aktivitäten aufgrund von Energiemangel deutlich reduzieren oder einstellen, die Düngemittel-Industrie wurde in großen Teilen abgestellt. Experten warnten vor bevorstehenden Blackouts und einer großflächigen Deindustrialisierung. Ende 2022 forderte der Verkehrsminister den Weiterbetrieb der deutschen Atomkraftwerke, um auch die Versorgung elektrischer Pkw nicht zu gefährden.
Während 2018 noch 62,8 % an der Stromeinspeisung auf konventionelle Energieträger zurückgingen, waren es 2022 nur noch 53,7 %. Der Anteil der Stromerzeugung aus Kernenergie an der gesamten Stromerzeugung betrug 2021 noch 12,6 % und fiel wegen der Abschaltung von drei Kernkraftwerken 2022 auf nur noch 6,4 % der eingespeisten Strommenge. Während die Stromerzeugung aus Erdgas von 2018 bis 2020 zunahm, ging sie ab dem 2. Halbjahr 2021 wegen gestiegener Gaspreise zurück und fiel 2022 aufgrund der weiter verschärften Situation auf dem Gasmarkt wieder auf das Niveau des Jahres 2018.
Die Stromerzeugung aus Kohle war von 2018 bis 2020 rückläufig, stieg aber 2021 wieder deutlich an und erreichte im Jahr 2022 fast wieder das Niveau von 2018. Der Kohlestrom in Deutschland stammt zu rund 60 % aus Braunkohle und zu rund 40 % aus Steinkohle
Während Windkraft, Wasserkraft und Kernenergie 2007 einen CO2-Ausstoß von unter 23 Gramm pro Kilowattstunde Strom erzeugten, lag er für Photovoltaik bei 80–160 Gramm je Kilowattstunde, für Gaskraftwerke zwischen 410 und 640 Gramm je Kilowattstunde, für Steinkohle bei 790–1080 Gramm je Kilowattstunde und für Braunkohle bei 980–1230 Gramm je Kilowattstunde.
Eine im März 2021 abgeschlossene Studie im Auftrag des Umweltbundesamtes kam für Windkraft und Photovoltaik zu deutlich geringeren Zahlen: Offshore-Windparks 7,3 g CO2-Äq./kWh Strom,
durchschnittlichen Onshore-Windparks am Starkwindstandort 7,9 g CO2-Äq./kWh Strom und
Onshore-Windparks am Schwachwindstandort 10,6 g CO2-Äq./kWh Strom.
Auch falls für den Bau einer Windkraftanlage 0,4 Hektar Wald gerodet wird, verschlechtert das deren Umweltbilanz nur marginal.

## Geschichte von Ländern mit Atomausstieg

rot: Ausstieg beschlossen, schwarz: Ausstieg abgeschlossen, beige: Ausstieg widerrufen

29 Staaten der Erde betreiben Kernkraftwerke, innerhalb der Europäischen Union sind das Belgien, Bulgarien, Finnland, Frankreich, Rumänien, Schweden, Spanien, Slowenien, Slowakei, Tschechien, Ungarn und die Niederlande. In den Niederlanden gibt es keine politische Beschlusslage zum Atomausstieg, jedoch ziehen Investoren aus wirtschaftlichen Erwägungen ihre Pläne für den Neubau von Kernkraftwerken in jüngerer Zeit wieder zurück. Den Ländern, die nach Fukushima ausdrücklich den Atomausstieg beschlossen haben (Deutschland, Schweiz, Spanien) bzw. weiter atomkraftfrei bleiben wollen (wie z. B. Italien oder Irland), steht eine Gruppe von Ländern entgegen, die die Atomenergie beibehalten bzw. neu einführen möchten: Großbritannien, Frankreich, Japan, Belgien, Polen, Tschechien, Ungarn und Litauen. Litauen stieg aus Neubauplänen aus, nachdem sich die Mehrheit der Bevölkerung am 14. Oktober 2012 in einem Referendum gegen das KKW Visaginas ausgesprochen hatte. Großbritannien, Frankreich, Polen und Tschechien haben in einer gemeinsamen Forderung an die EU-Kommission die Subventionierung der Atomenergie als emissionsarme Technologie gefordert, um finanzielle Unterstützung für den Bau von Atomkraftwerken zu erhalten. Einige Länder – darunter China und Japan – überprüften nach Fukushima ihre Atompolitik, in Japan wurde der Atomausstieg 2012 zum Wahlkampfthema, fand aber keine Mehrheit.

### 1970: Irland
In Irland waren die Planungen für das Atomkraftwerk Carnsore Point schon recht weit fortgeschritten, nach massiven Protesten der Bevölkerung wurde es aber verworfen. Irland gilt bis heute als Markstein der Anti-Atomkraft-Bewegung.

### 1978: Österreich

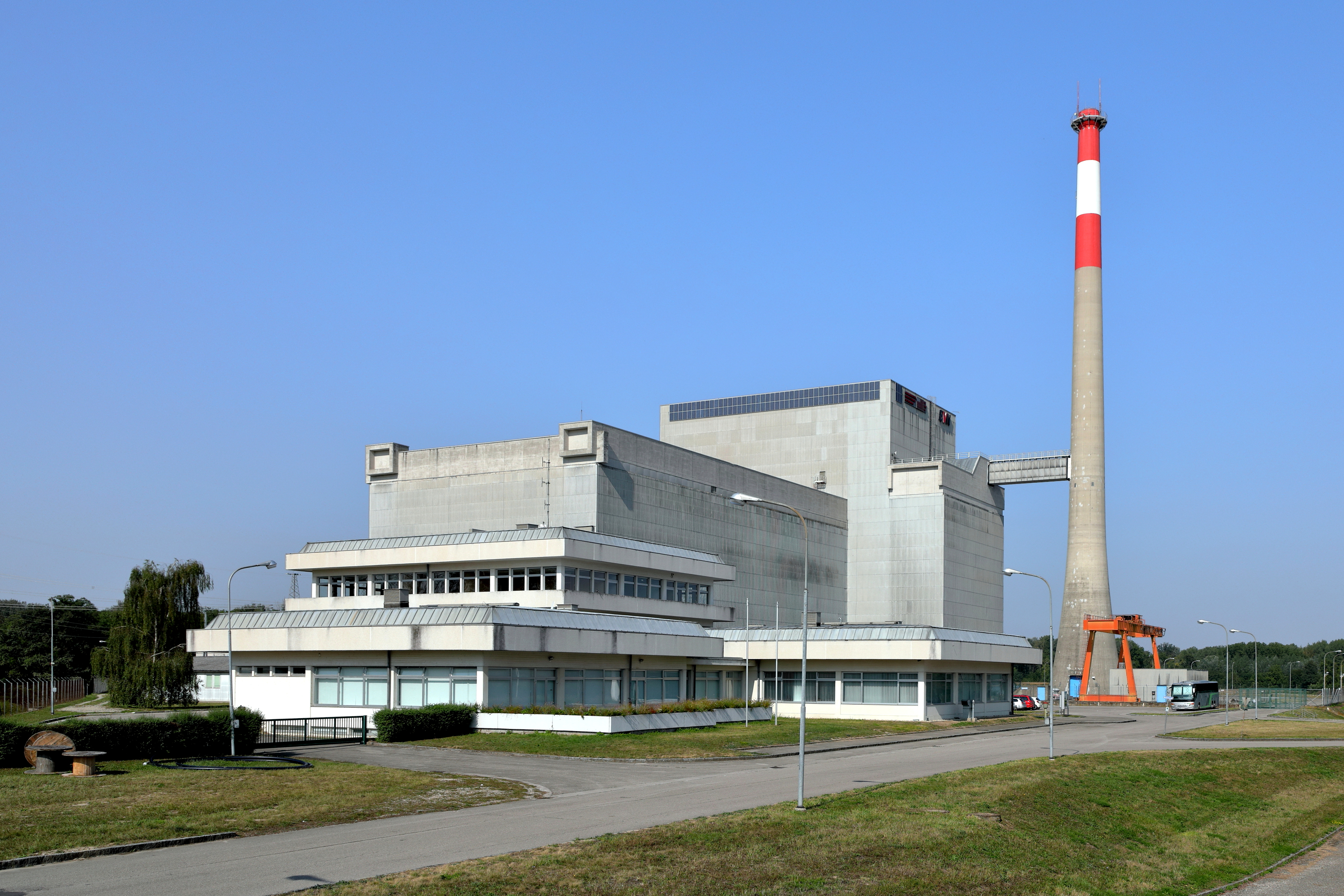
Das Kernkraftwerk Zwentendorf wurde nach einer Volksabstimmung nie in Betrieb genommen.

Österreich ist das einzige Land der Erde, mit Philippinen, das zwar ein kommerzielles Kernkraftwerk erbaut, aber nie in Betrieb genommen hat, also noch vor dessen Inbetriebnahme beschlossen hat, keinen Atomstrom zu produzieren. Das geschah mit der – für das österreichische politische Verständnis von direkter Demokratie noch immer prägenden – Volksabstimmung zum Kernkraftwerk Zwentendorf am 5. November 1978. Als mit der politischen Person Kreisky (von 1970 bis 1983 Bundeskanzler) verknüpfte Abstimmung, die noch dazu knapp war, handelte es sich nicht um einen konkreten „Erfolg“ allein der Anti-Atomkraft-Bewegung, sondern auch um ein tagespolitisches Votum zum Bundeskanzler; die Haltung gegen Atomkraft wurde aber mit dem Atomsperrgesetz (Langtitel Bundesgesetz vom 15. Dezember 1978 über das Verbot der Nutzung der Kernspaltung für die Energieversorgung in Österreich) schnell Konsenshaltung, und ist das bis heute. Seither gehört Österreich zu den Vorreitern staatlicher Initiativen gegen Atomenergie, was angesichts der grenznahen Kraftwerke oder Kraftwerksprojekte vieler Nachbarländer (Schweiz, Deutschland, Tschechien, Slowakei, Ungarn, Slowenien) häufig zu diplomatischen Auseinandersetzungen geführt hat.
Am 9. Juli 1997 beschloss das österreichische Parlament einstimmig, die Anti-Atom-Politik des Landes fortzusetzen. Gegen Ende 1997 fand das erfolgreiche Volksbegehren für ein atomfreies Österreich statt. Seit August 1999 steht das Atomsperrgesetz nun mit dem nahezu unveränderten Wortlaut vom Volksbegehren als Gesetz für ein atomfreies Österreich im Verfassungsrang, womit Österreich nach Palau der zweite verfassungsgemäß atomkraftfreie Staat der Erde ist.
Österreich importierte trotzdem Ende der 2000er „mehr Atomstrom aus den Nachbarländern Deutschland und Tschechien, als das gebaute und nie ans Netz gegangene Kraftwerk Zwentendorf produziert hätte.“ Dieser Strom wird aber auch über Pumpspeicherkraftwerke – weitestgehend emissionsfrei – von Grundlast- in teuren Spitzenlaststrom umgewandelt. Seit der Einführung des Energiemix nach Wahl des Kunden sinkt der Anteil aber wieder. Das Kernkraftwerk Zwentendorf wurde lokal durch das Kraftwerk Dürnrohr, ein Kohlekraftwerk mit entsprechenden CO2- und anderen Schadstoffemissionen ersetzt.

### 1981/1994: Palau
Der kleine Südsee-Inselstaat Palau, seinerzeit noch Protektorat der USA, beschloss 1981 eine kernkraftfreie Verfassung (wie auch das Verbot von toxischen Chemikalien und Chemiewaffen und auch biologischen Kampfstoffen). Dies bremste die Unabhängigkeitsbestrebungen, weil die USA nicht darauf verzichten wollten, das zukünftige Staatsgebiet mit kernkraftgetriebenen Schiffen zu befahren und Kernwaffen in Palau zwischenzulagern. 1994 wurde mit der Unabhängigkeit der Entwurf trotzdem in Kraft gesetzt. Palau hat damit als erster Staat eine Verfassung, die sich sowohl gegen die friedliche als auch die militärische Nutzung der Kernkraft ausspricht.

### 1983: Griechenland
Ende 1976 beschloss das griechische Parlament die Errichtung eines Kernkraftwerks und bewilligte der staatlichen Public Power Corp. Mittel zur Planung. Ziel war es, die Abhängigkeit von fossilen Brennstoffen zu verringern. 1983 wurden die Planungen eingestellt, nachdem keine zufriedenstellenden Antworten auf die Frage der Sicherheit bei See- und Erdbeben gegeben werden konnten. Unabhängig davon blieb jedoch der Forschungsreaktor auf dem Gelände des NCSR Demokritos in Betrieb. 2001 wurde dieser heruntergefahren, eine Wiederinbetriebnahme gilt als unwahrscheinlich.

### 1984: Neuseeland
Neuseeland betrieb einen einzigen Forschungsreaktor von 1962 bis 1981. Seit 1984 dürfen keine nuklear betriebenen oder bewaffneten Schiffe in Neuseeland anlegen. 1987 verabschiedete das Parlament Neuseelands den New Zealand Nuclear Free Zone Disarmament and Arms Control Act. Dieser verbietet die Stationierung von Atomwaffen und das Befahren neuseeländischer Gewässer mit atomgetriebenen Schiffen. Stationäre zivile Kernkraftwerke sind hierdurch nicht verboten, wurden aber bisher nicht errichtet.

### 1985: Dänemark
1985 entschied sich Dänemark mit einem Parlamentsbeschluss endgültig gegen die Nutzung der Kernenergie. Auseinandersetzungen gab es um ein Endlager für den nuklearen Abfall aus drei kleinen, stillgelegten Versuchsreaktoren im Laboratorium Risø, die zwischen 1957 und 1960 in Betrieb gegangen waren und 2002/2003 stillgelegt wurden. 2018 stammten schon über 50 Prozent des im Land erzeugten Stroms aus erneuerbaren Energien, der Rest aus dem Einsatz von Gas und Kohle.

### 1999: Georgien
Georgien betrieb als Teilrepublik der Sowjetunion von 1960 bis 1988 einen Forschungsreaktor in Mzcheta. Eine Gesetzesnovelle 1999 verbot den Betrieb kommerzieller Kernreaktoren. Zwischenzeitliche Erwägungen der georgischen Regierung, in die Kernenergie einzusteigen, wurden nie realisiert.

### 1987/2011: Italien
Italien betrieb insgesamt vier Kernkraftwerke mit einer Gesamtkapazität von 1,4 GW, die zwischen 1963 und 1978 ans Netz gingen. Nach der Nuklearkatastrophe von Tschernobyl im April 1986 legte Italien nach der Volksabstimmung vom 8. November 1987 sämtliche vier Kernkraftwerke, die schon seit Mitte der 1960er Jahre in Betrieb waren, still. Sogar das 1989 kurz vor der Fertigstellung stehende Kernkraftwerk Montalto di Castro wurde nie in Betrieb genommen. Stattdessen wurde gleich nebenan das Öl- und Gas-Kraftwerk Alessandro Volta errichtet.
2009 wurde unter Berlusconi der „Ausstieg aus dem Ausstieg“ phasenweise wieder angedacht. Nach der Nuklearkatastrophe von Fukushima vom März 2011 lehnten bei einer Volksabstimmung Mitte 2011 94,1 % der Abstimmenden den Wiedereinstieg ab, die Wahlbeteiligung betrug 57 %.
Die Regierung Giorgia Meloni kündigte im Mai 2024 mit Verweis auf Klimaschutzziele eine Gesetzesänderung für einen Wiedereinstieg an.

### 2012: Litauen
In Litauen war von 1983 bis 2009 ein Kernkraftwerk mit zwei Reaktorblöcken in Betrieb. Die beiden Reaktoren wurden gemäß einer Vereinbarung zwischen Litauen und der EU am 31. Dezember 2009 stillgelegt. Somit wurde Litauen nach Italien das zweite Land weltweit, das all seine kommerziellen Kernkraftwerke außer Betrieb gesetzt und damit faktisch einen vollständigen Atomausstieg vollzogen hat.
Kernenergie hatte in Litauen in dieser Zeit einen Anteil von bis zu 70 Prozent an der Gesamtstromerzeugung. Als Folge des Ausstiegs wurde aus dem Netto-Stromexporteur ein Importeur mit einem Importanteil von über 70 Prozent (Stand: 2021).
Die litauische Regierung plante einen Wiedereinstieg in die Kernenergienutzung und die Errichtung von Reaktoren des Hitachi-Konzerns am Standort Visaginas. Bei einem Referendum am 15. Oktober 2012 sprach sich die Mehrheit der litauischen Bevölkerung gegen den Bau dieser Anlage aus. Obwohl das Referendum gesetzlich nicht bindend war, erklärte der an ebendiesem Tag zum Ministerpräsidenten Litauens gewählte Algirdas Butkevičius im Dezember 2012, er wolle „den Willen der Litauer respektieren“.

### 2023: Deutschland

#### 1989–1990: DDR
In der Deutschen Demokratischen Republik existierten im Jahr 1989 die beiden Kernkraftwerke Greifswald (2200 MW) und Rheinsberg (70 MW). Beide Kraftwerke wurden im Zuge der Wiedervereinigung abgeschaltet. Begründet wurde dies mit der sowjetischen Technik der ostdeutschen Kernkraftwerke, die als nicht ausreichend sicher beurteilt wurde.

#### 2000/2011–2021: Bundesrepublik Deutschland
In Deutschland begann der Atomausstieg unter der ersten rot-grünen Bundesregierung mit der „Vereinbarung zwischen der Bundesregierung und den Energieversorgungsunternehmen vom 14. Juni 2000“. 2002 wurde der „Atomkonsens“ genannte Vertrag durch Novellierung des Atomgesetzes rechtlich abgesichert. In der Folge wurden am 14. November 2003 das Kernkraftwerk Stade (640 MW) und am 11. Mai 2005 das Kernkraftwerk Obrigheim (340 MW) endgültig abgeschaltet. Für alle anderen Atomkraftwerke wurden Reststrommengen vereinbart, nach deren Erzeugung die Kraftwerke abgeschaltet werden sollten. Feste Abschalttermine wurden nicht vereinbart, die Strommengen waren so bemessen, dass ein Betrieb der letzten Kraftwerke etwa bis in die Jahre 2015–2020 möglich gewesen wäre. 2010 wurde unter dem Kabinett Merkel II das Atomgesetz durch eine Laufzeitverlängerung für deutsche Kernkraftwerke im Sinne der Atomwirtschaft modifiziert. Es wurde vom Bundestag am 28. Oktober 2010 beschlossen; die sieben vor 1980 in Betrieb gegangenen Kernreaktoren erhielten je zusätzliche acht Betriebsjahre, die übrigen zehn je zusätzliche 14 Betriebsjahre.
Am 14. März 2011 – wenige Tage nach dem Beginn der Nuklearkatastrophe von Fukushima und vor den im März anstehenden Landtagswahlen in Sachsen-Anhalt, Rheinland-Pfalz und Baden-Württemberg – beschloss das Kabinett Merkel II einen deutlichen Wechsel seiner Atom- bzw. Energiepolitik: Zunächst verkündete es ein dreimonatiges Atom-Moratorium für die sieben ältesten deutschen Atomkraftwerke sowie für das aufgrund vieler Pannen umstrittene Kernkraftwerk Krümmel; kurz darauf beauftragte es die Reaktor-Sicherheitskommission (RSK) und die neu eingesetzte Ethikkommission für eine sichere Energieversorgung, um vor dem Hintergrund der Ereignisse in Japan die Risiken der Kernenergie für Deutschland neu zu bewerten. Aus dem Bericht der RSK vom 16. Mai 2011 ging die Notwendigkeit einer sofortigen Abschaltung nicht hervor, da alle deutschen Kernkraftwerke die Anforderungen der Prüfung erfüllten. Die Ethikkommission empfahl Ende Mai 2011, den Atomausstieg innerhalb eines Jahrzehntes abzuschließen und die Kernenergie ökologisch, wirtschaftlich und sozial verträglich durch risikoärmere Technologien zu ersetzen. Die Ethikkommission setzte sich aus 17 Mitgliedern im Wesentlichen aus Politik, Wissenschaft und Kirche zusammen, ihr gehörte kein Vertreter der Energieversorgungswirtschaft an.

Am 6. Juni 2011 beschloss das Kabinett das Aus für acht Kernkraftwerke und einen stufenweisen Atomausstieg bis 2022. Damit wurden die im Herbst 2010 beschlossenen Laufzeitverlängerungen zurückgenommen. Der zweite deutsche Atomausstieg wurde mittels erneuter Novellierung des Atomgesetzes fixiert. Am 30. Juni 2011 beschloss der Bundestag in namentlicher Abstimmung mit 513 von 600 Stimmen das „13. Gesetz zur Änderung des Atomgesetzes“, das die Beendigung der Kernenergienutzung und Beschleunigung der Energiewende regelt. Insbesondere erlosch die Betriebsgenehmigung für acht Kernreaktoren in Deutschland; die Laufzeit der übrigen neun Reaktoren wurde zeitlich gestaffelt, wobei die letzten Kernkraftwerke Ende 2022 abgeschaltet werden sollten (siehe auch: Liste der Kernkraftwerke in Deutschland). Zum 6. August 2011 verloren damit folgende acht deutsche Kernreaktoren ihre Betriebserlaubnis:
- Biblis A & B
- Brunsbüttel
- Isar 1
- Krümmel
- Neckarwestheim 1
- Philippsburg 1
- Unterweser

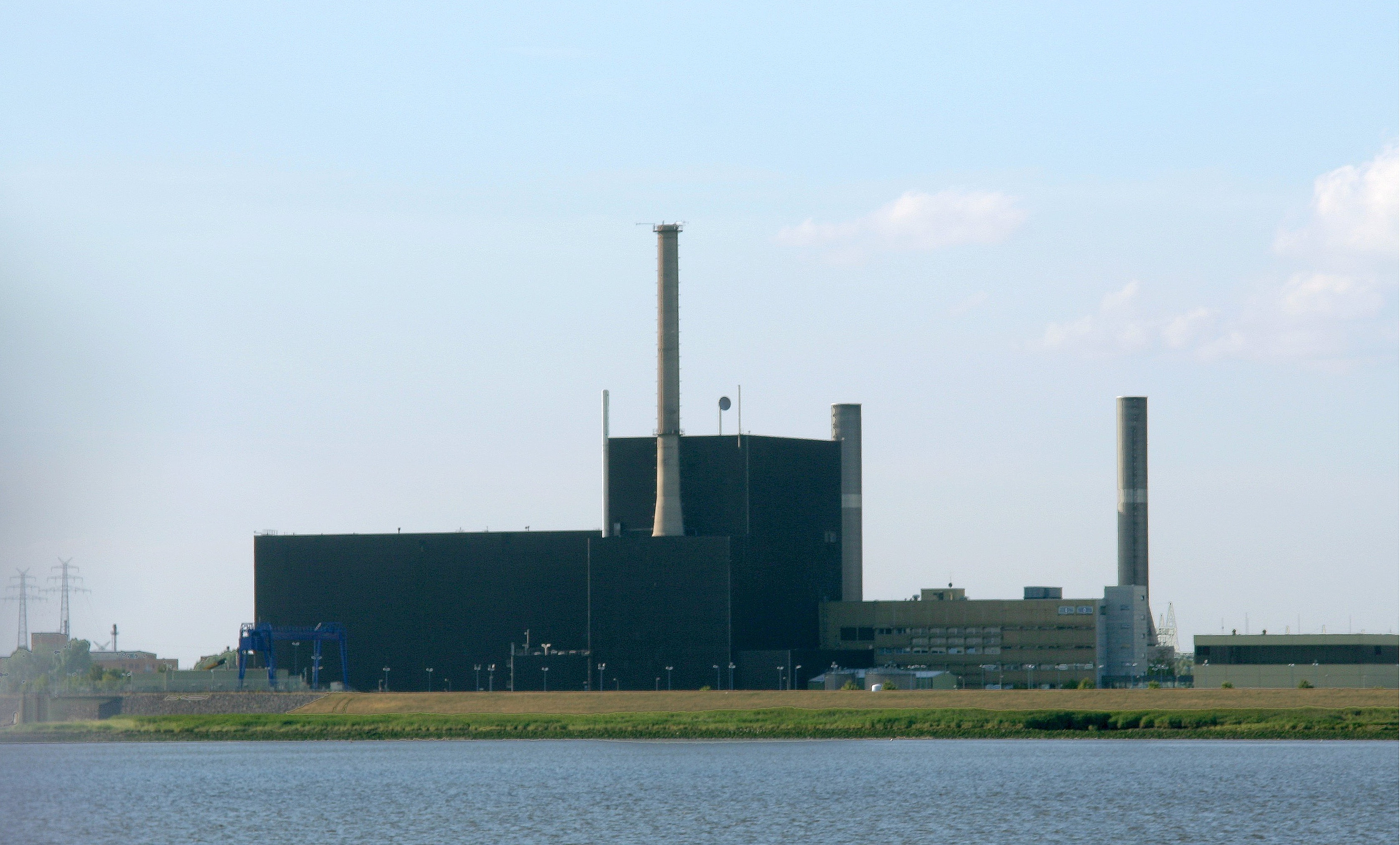
Das Kernkraftwerk Brunsbüttel und sieben weitere deutsche Reaktoren wurden Mitte 2011 stillgelegt

Am 27. Juni 2015 wurde das Kernkraftwerk Grafenrheinfeld vom Netz genommen. Am 31. Dezember 2017 ging Block B des KKW Gundremmingen vom Netz. Am 31. Dezember 2019 wurde der zweite und letzte Reaktor des Kernkraftwerk Philippsburg endgültig abgeschaltet. Am 31. Dezember 2021 folgten:
- Grohnde,
- Brokdorf und
- Gundremmingen C

Die verbliebenen drei deutschen Reaktoren gingen aufgrund der Energiekrise durch den russischen Überfall auf die Ukraine nicht wie geplant am 31. Dezember 2022, sondern erst am 15. April 2023 vom Netz:
- Isar 2,
- Neckarwestheim 2 und
- Emsland

2011 wurden damit 8785 MW bzw. 41 % der Bruttostromerzeugungskapazität der laufenden Kernkraftwerke kurzfristig stillgelegt. In den folgenden 10 Jahren mussten lediglich 4157 MW bzw. 19 % stillgelegt werden (2015, 2017 und 2019), wonach die letzten 8545 MW (40 %) binnen gut eines Jahres wegfallen sollten. Nach der ersten Abschaltungswelle im Jahr 2011 kam es nicht (wie anfangs befürchtet) zu Stromimporten bzw. zur Ausweitung der fossilen Stromerzeugung; unter anderem weil die Produktion der erneuerbaren Energien in den Jahren 2011 und 2012 deutlich zunahm.
Vattenfall verklagte im Mai 2012 die Bundesrepublik Deutschland auf Schadensersatz von 4,7 Milliarden Euro wegen der Stilllegung der Atomkraftwerke Krümmel und Brunsbüttel vor dem Schiedsgericht nach den Regeln des Internationalen Zentrums zur Beilegung von Investitionsstreitigkeiten (ICSID) in Washington (siehe Vattenfall gegen Bundesrepublik Deutschland). Vattenfall als schwedischer Konzern kann sich auf den internationalen Energiecharta-Vertrag (ECT) bzw. seine Investitionsschutzregeln berufen, weil Schweden und Deutschland den ECT unterzeichnet haben.
E.ON und RWE legten im Sommer 2012 Verfassungsbeschwerde gegen den 2011 beschlossenen Atomausstieg ein, um den Weg für spätere Schadensersatzklagen vor Zivilgerichten zu ebnen. Auch Vattenfall hat Verfassungsbeschwerde eingelegt. Ob dies für ein ausländisches Staatsunternehmen zulässig ist, war fraglich. Das Bundesverfassungsgericht wies die Klagen ab und erklärte den Atomausstieg im Wesentlichen mit dem Grundgesetz vereinbar, ließ aber Fragen des angemessenen Schadensausgleichs offen.
Auch gegen die Brennelementesteuer wurden Klagen erhoben. Nach Ansicht der klagenden Konzerne verstößt sie gegen Europarecht und die Steuerbefugnisse des Bundes nach dem Grundgesetz. Der Europäische Gerichtshof billigte die Steuer im Juni 2015. Auf Vorlage durch das Finanzgericht Hamburg, das die Zweifel an der Verfassungsmäßigkeit teilte, beschloss das Bundesverfassungsgericht am 7. Juni 2017, dass der Bund keine Gesetzgebungskompetenz für eine Brennelementesteuer habe und das Gesetz daher nichtig sei.
Deutsche Befürworter von Kugelhaufenreaktoren sahen 2011 Bedarf, den Begriff Atomausstieg dahingehend zu überprüfen, ob es sich bei ihm um den Ausstieg aus der friedlichen Nutzung der Kernenergie handelt oder spezieller um den Ausstieg aus dem Leichtwasserreaktor. Dieser sei nicht unter dem Aspekt der Erzeugung von Elektrizität entwickelt worden und habe deshalb Sicherheits- und Entsorgungsdefizite. Eine Kampagne der Kugelhaufen-Lobby (Motto Umsteigen statt Aussteigen) verpuffte 2011 ohne nennenswerte Resonanz, zumal gravierende sicherheitstechnische Schwachstellen dieses Reaktorkonzepts deutlich wurden (Näheres hier).
Wegen des dreimonatigen Moratoriums von 2011 verklagten RWE, E.ON und EnBW im Jahr 2014 die jeweiligen Länder und die Bundesrepublik auf Schadensersatz wegen entgangener Gewinne und RWE fordert vom Land Hessen und dem Bund 235 Millionen €, E.ON vom Freistaat Bayern, vom Land Niedersachsen und vom Bund 386 Millionen € (die Klage wurde am 4. Juli 2016 vom Landgericht Hannover abgewiesen). und EnBW vom Land Baden-Württemberg und dem Bund 261 Millionen € (die Klage wurde am 6. April 2016 vom Landgericht Bonn abgewiesen) Nach einem Bericht des TV-Magazins Monitor von Anfang Februar 2015 wurden verschiedene Warnungen vor einer zu schlechten bzw. lückenhaften (juristisch haltbaren) Begründung des Moratoriums und der Abschalt-Anweisungen als Risiko für spätere Schadensersatzklagen ignoriert.
Im Jahr 2014 wurde bekannt, dass die Rücklagen der Kraftwerksbetreiber für den Rückbau der Kernkraftwerke und die Atommüllentsorgung aufgrund der vorzeitigen Stilllegung wahrscheinlich nicht ausreichen und der Staat die Kosten übernehmen muss. Daraufhin wurde der Fonds zur Finanzierung der kerntechnischen Entsorgung errichtet.
Im Dezember 2016 sprach das Bundesverfassungsgericht den betroffenen Energiekonzernen das Recht auf Schadensersatz wegen des vorzeitigen Atomausstiegs zu. Das novellierte Atomgesetz verstieße gegen die Eigentumsgarantie (Art. 14 Abs. 1 GG), da durch die Einführung fester Abschalttermine nicht sichergestellt wurde, dass die gesetzlich zugeteilten Reststrommengen verbraucht werden. Zudem mangelte es an einer Ausgleichregelung für Investitionen, die durch die Streichung der im Jahr 2010 zusätzlich gewährten Reststrommengen entwertet wurden. Das Gericht setzte dem Gesetzgeber eine Frist bis zum 30. Juni 2018, um eine Neuregelung zu treffen – oder die Laufzeiten wieder zu verlängern. Das Atomgesetz wurde daraufhin bezüglich Schadenersatz erweitert (16. Atomgesetz-Novelle: §§ 7e-7g Atomgesetz) – allerdings trat diese Novellierung aufgrund von Verfahrensfehlern nie in Kraft. Darüber hinaus entschied das Bundesverfassungsgericht im September 2020 nach einer Klage von Vattenfall, dass diese Neuregelung „den Verstoß gegen das Eigentumsgrundrecht […] nicht beheben [könnte]“. Es verpflichtete den Gesetzgeber erneut zu einer „alsbaldigen Neuregelung“.
Daraufhin wurde am 25. März 2021 ein öffentlich-rechtlicher Vertrag über die Zahlung eines finanziellen Ausgleichs aufgrund des beschleunigten Atomausstiegs unterzeichnet. Der Vertrag wurde zwischen der Bundesrepublik Deutschland auf der einen Seite sowie den Kernkraftwerksbetreibern – E.ON, Vattenfall, RWE und EnBW – auf der anderen Seite geschlossen. Die Konzerne sollen insgesamt eine Entschädigung von 2,43 Milliarden Euro für nicht konzernintern verstrombare Elektrizitätsmengen und entwertete Investitionen erhalten. Der Bundestag hat dem Vertrag und der damit verbundenen 18. Änderung des Atomgesetzes am 10. Juni 2021 zugestimmt.

#### Seit 2022: Diskussionen um Laufzeitverlängerung
Nach dem Beginn des russischen Überfalls auf die Ukraine am 24. Februar 2022 und des Gas-Lieferstopps seitens Russlands wurde erwogen, die letzten drei in Deutschland noch betriebenen Kernreaktoren über den 31. Dezember 2022 hinaus zu betreiben und/oder sogar die am 31. Dezember 2021 bereits abgeschalteten Kernkraftwerke (Grohnde, Brokdorf und Gundremmingen C) wieder hochzufahren, um die Energiesicherheit und die Netzstabilität zu gewährleisten sowie den Strompreis (welcher durch die erhöhten Gaspreise stark gestiegen war) zu dämpfen. Für beides hätte der Bundestag das Atomgesetz ändern müssen. 
Ein Bericht der (grün geführten) Bundesministerien für Wirtschaft und Klimaschutz (BMWK) sowie Umwelt und nukleare Sicherheit (BMUV) behauptete im März 2022, dass eine Verlängerung der Laufzeiten nur einen sehr begrenzten Beitrag dazu leisten könnte und dies mit sehr hohen Kosten sowie verfassungsrechtlichen und sicherheitstechnischen Risiken einherginge. Ihnen zufolge gebe es Probleme aufgrund nicht vorhandener Brennelemente (bei üblicher Lieferzeit von 18 bis 24 Monaten), fehlenden Personals, fehlender Ersatzteile, notwendiger Sicherheitsüberprüfungen mit unbekanntem Ausgang, sowie einer zweifelhaften Wirtschaftlichkeit und dem Umstand, dass der Weiterbetrieb (im Streckbetrieb) kaum etwas gegen eine drohende Gasmangellage ausrichten könne.
Ein Gutachten des TÜV Süd widersprach Teilaussagen des BMWK: Demzufolge wäre für Isar 2 technisch eine Laufzeitverlängerung bis August 2023 möglich, ohne neue Brennstäbe zu benötigen (Reaktivitätsreserve) und auch sicherheitstechnisch bestünden keine Bedenken.
Ein zweites Gutachten („Stresstest“) des BMWK Anfang September 2022 ergab, dass aufgrund des Gasmangels sowie stillstehender Kernkraftwerke in Frankreich „stundenweise krisenhafte Situationen im Stromsystem“ im Winter 2022/23 nicht ausgeschlossen werden können. Daher schlug Wirtschaftsminister Habeck vor, die zwei südlichen Kernkraftwerke (Isar 2 und Neckarwestheim 2) in einer sogenannten „Einsatzreserve“ zu belassen, um sie im Notfall zuschalten zu können. Ein Dauer- oder Weiterbetrieb war nicht vorgesehen. Am 7. September 2022 wurde ein Schreiben an die Bundesregierung bekannt, in dem der Betreiber von Isar 2 diese Pläne des BMWK ungeeignet nannte. Die Reaktoren als Kaltreserve für den Notfall vorzuhalten sei riskant und nicht umsetzbar. Zudem wurde Habeck von CDU und FDP (welche den längeren Weiterbetrieb aller verfügbaren Kernkraftwerke forderten) vorgeworfen, dass die Entscheidung, das AKW Emsland nicht in diese Einsatzreserve einzubeziehen, rein politisch durch die Landtagswahl in Niedersachsen motiviert sei. Dieser Verdacht erhärtete sich auch durch interne Dokumente der Bundesregierung.
Auch nach der Niedersachsenwahl blieb die Laufzeitverlängerung ein politisches Streitthema innerhalb der Ampel-Koalition: Die FDP forderte einen Weiterbetrieb, möglichst sogar bis 2024, während sich die Grünen auf ihrem Bundesparteitag erneut für die Position von Habeck aussprachen, höchstens zwei AKWs und diese auch nur in die „Einsatzreserve“ zu schicken. Bundeskanzler Olaf Scholz machte schließlich am 17. Oktober 2022 explizit von seiner Richtlinienkompetenz Gebrauch – in der Form ein in der deutschen Regierungspraxis sehr ungewöhnlicher Vorgang – und entschied, dass alle drei letzten aktiven Kernkraftwerke in Deutschland über den 31. Dezember 2022 hinaus bis längstens zum 15. April 2023 im Leistungsbetrieb (also nicht nur als Einsatzreserve) betrieben werden sollen. Kurz danach bekundeten FDP und Grüne ihre Zustimmung, wobei es bei Letzteren auch nach wie vor ablehnende Stimmen gab. Das Bundeskabinett brachte am 19. Oktober 2022 den Weiterbetrieb der verbliebenen drei Atomkraftwerke bis zum 15. April 2023 auf den Weg.
Die drei Atomkraftwerke könnten bis zum 15. April 2023 etwa sechs Terawattstunden Gas eingespart haben, was weniger als zwei Prozent des deutschen Gesamtverbrauchs ausmachte. Die Auswirkungen einer Laufzeitverlängerung der drei Atomkraftwerke auf den Strompreis waren allerdings umstritten. Laut einer Studie der Wirtschaftsweisen Veronika Grimm hätte eine Verlängerung der Laufzeiten bis zum Jahr 2024 eine Senkung der Großhandelspreise zwischen 0,8 ct/kWh und 2,1 ct/kWh bewirken können (je nach Szenario zwischen 5 % und 13 %). Fachleute wie Felix Matthes vom Öko-Institut hielten den Strompreiseffekt für die beiden süddeutschen Kernkraftwerke mit 0,5 bis 0,8 Prozent für sehr gering. Allerdings bezog sich Matthes lediglich auf einen Streckbetrieb der Kernreaktoren.
Die Ampelkoalition einigte sich, die Kernreaktoren Isar 2, Emsland und Neckarwestheim 2 bis zum 15. April 2023 im Streckbetrieb weiterlaufen zu lassen, wobei die vorhandenen Brennelemente bei abnehmender Leistung weiter genutzt wurden. In den Tagen vor dem geplanten Abschalttermin wurde erneut eine Debatte über eine eventuelle Laufzeitverlängerung der verbliebenen drei Reaktoren und über die Wiederinbetriebnahme bereits abgeschalteter Kernkraftwerke entfacht. Mit Ablauf des 15. April 2023 wurden die letzten drei deutschen Reaktoren jedoch wie geplant vom Netz genommen. Der 2. Untersuchungsausschuss der 20. Wahlperiode des Deutschen Bundestages untersuchte ab 2024 die Umstände der Stilllegung.

#### Folgen
Seit der Abschaltung des ersten Atomkraftwerkes 2003 im Zuge des Atomausstieges bis zum letzten im Jahr 2023 hat sich der gesamte Strommix folgendermaßen geändert: Die jährliche Stromproduktion sank von 564 TWh auf 495 TWh, der Anteil der Erneuerbaren stieg von 7,9 % (45 TWh) auf 54,9 % (267 TWh), der Atomkraft-Anteil sank von 27,7 % (156 TWh) auf 1,4 % (6,73 TWh) und die Fossilen sanken von 64,3 % (363TWh) auf 43,7 % (213 TWh), darunter sank die besonders klimaschädliche Kohle von 49,7 % (280 TWh) auf 25,2 % (123 TWh). Die Exportbilanz hat sich dabei während des Ausstieges von einem grob ausgeglichenen Zustand über jährliche Exportüberschüsse von mehr als 50 TWh, z. B. 2017, zu einer Importbilanz von 15 TWh 2023 entwickelt.
Eine 2022 veröffentlichte Studie versuchte mithilfe eines kontrafaktischen Szenarios, die Auswirkungen des erneuten Atomausstiegs 2011 auf den Zeitraum 2010–2019 von den anderen Effekten zu extrahieren. Für das kontrafaktische Nicht-Ausstiegs Szenario wurden eine Verringerung von 4 GW der fossilen Kapazitäten bis 2019 und ein leicht geringerer Ausbau der Erneuerbaren (in Höhe von 30 TWh Jahresleistung bis 2019) angenommen. Basierend auf diesen Annahmen wurde geschätzt, dass durch den Atomausstieg in diesem Zeitraum jährlich zusätzlich 26,2 Millionen Tonnen CO2 aus fossiler Energieerzeugung, hauptsächlich Kohle, emittiert wurden, der Großhandelspreis um 1,6 % stieg und der Exportüberschuss 10 TWh pro Jahr geringer war. Wegen der durch die höhere Kohleverstromung höheren Luftverschmutzung prognostizierte die Studie bis zu 800 Todesfälle pro Jahr in Deutschland (siehe auch Abschnitt Ökologische und soziale Probleme im Artikel Kohlekraftwerk) und sah diese auch als größten Kostenpunkt des Atomausstieges mit insgesamt geschätzten 3 bis 8 Milliarden Euro pro Jahr im betrachteten Zeitraum.
Im letzten Jahr Atomstromproduktion in Deutschland sank – durch die Abschaltung der letzten drei Kernreaktoren (Isar 2, Emsland A und Neckarwestheim 2) am 15. April 2023 – die Produktion von 32 TWh (2022) auf 6,7 TWh im Jahr 2023. Die Kohleverstromung erreichte 2023 mit einem Rückgang um 28 TWh den niedrigsten Stand seit 1959. Die Importbilanz verringerte sich um 7 Prozentpunkte, was dazu führte, dass Deutschland erstmals seit 2002 vom Nettoexporteur zum Nettoimporteur wurde. Die erneuerbaren Energien steigerten ihre Produktion um 17 TWh und ihr Anteil am Strommix stieg um 8 Prozentpunkte auf insgesamt 56 %. Der allgemeine Stromverbrauch sank um 4 %, bedingt durch Effizienzmaßnahmen und die schwierige Auftragslage der Industrie. Dänemark importierte 2023 10,7 TWh mehr Strom als es exportierte.
Österreich exportierte 5,8 TWh mehr als es importierte.

#### Meinungsumfragen zum Ausstieg aus der Atomkraft
Wie eine repräsentative Umfrage im Juni 2010 ergab, begrüßten 61 % der Bevölkerung die weitere Nutzung der Kernenergie in Deutschland sofern die Endlagerung gelöst wäre, und 65 % waren dafür, die Laufzeiten zumindest so lange zu verlängern, bis die Stromerzeugung problemlos von erneuerbaren Energien übernommen werden könne. Unter dem Eindruck der Nuklearkatastrophe von Fukushima im März 2011 wandelte sich die öffentliche Meinung und war für die folgenden zehn Jahre tendenziell ablehnend. Im Herbst 2011 nach Fukushima befürworteten nur 8 % der Bevölkerung den Weiterbetrieb; 80 % lehnten ihn ab, 12 % äußerten kein Urteil. Bis zum Mai 2021 war die Ablehnung dann wieder auf 56 % gesunken. Im ZDF-Politbarometer von Juli 2022 sank die Ablehnung weiter auf 41 %, während nun wieder 57 % für eine längere Laufzeit der Atomkraftwerke waren.
Am 19. Juli 2022 veröffentlichte Bild eine repräsentative INSA-Umfrage, dass unterdessen sogar eine Mehrheit von 64 % für eine längere Laufzeit der verbliebenen drei AKWs wäre. Unter den Wählern der Grünen und der Linkspartei waren es 40 %, bei allen anderen Wählergruppen 70–84 %. In einer am 31. Juli 2022 veröffentlichten repräsentativen INSA-Umfrage für die Bild am Sonntag sprachen sich sogar 54 % der Grünen-Wähler für eine Laufzeitverlängerung aus, 38 % waren dagegen und mit „weiß nicht“ antworteten 8 %. Eine am 5. August 2022 veröffentlichte Umfrage für den Spiegel zeigte folgendes Bild: Einen Streckbetrieb (bis Sommer 2023) befürworteten 78 % (knappe Mehrheit auch bei den Grünen), 15 % lehnten das ab. Einen Betrieb über weitere fünf Jahre befürworteten 67 %, 27 % waren dagegen. Den Bau neuer Kernkraftwerke befürworteten 41 %, und 52 % sprachen sich dagegen aus. Direkt vor dem tatsächlichen Ausstieg im April 2023 war laut Deutschlandtrend mit 59 % die Mehrheit der Befragten gegen den Ausstieg und nur noch 34 % dafür.

### 2025: Taiwan
In Taiwan wurde im April 2014 der Bau des Kernkraftwerks Lungmen nach heftigen Protesten bis zu einem Referendum ausgesetzt, dieses fand 2021 statt und entschied das Aus des Kraftwerks. Die im Jahr 2016 mehrheitlich gewählte Demokratische Fortschrittspartei beschloss, alle drei Atomkraftwerke Taiwans bis 2025 abzuschalten. Die Regierung setzte außerdem durch, dass die zwei Blöcke des Atomkraftwerks Lungmen nie ans Netz gingen. Im Jahr 2018 sprach sich die Mehrheit der Bevölkerung in einem Referendum wiederum gegen einen zwingenden Ausstieg aus.
Nach der Stilllegung von Ma-anshan 1 am 28. Juli 2024 war Ma-anshan 2 der letzte in Betrieb befindliche Kernreaktor des Landes. Im Oktober 2024 zeigte sich Premierminister Cho Jung-tai offen für eine Diskussion über den Einsatz moderner Nukleartechnik zur Deckung des Strombedarfs der boomenden KI-Systeme.

Am 17. Mai 2025 wurde Ma-anshan 2 als letzter Reaktor des Landes abgeschaltet. Im August desselben Jahres wird ein Referendum abgehalten, in dem über den Weiterbetrieb von Ma-anshaan abgestimmt wird, was faktisch einen Wiedereinstieg in die Atomkraft bedeuten könnte.

### 2035: Spanien
Im Februar 2019 kündigte die spanische Regierung an, zwischen 2027 und 2035 alle Atomkraftwerke abzuschalten.

## Länder mit verworfenen Ausstiegsplänen

### Schweden
Nach der partiellen Kernschmelze im US-amerikanischen Kernkraftwerk Three Mile Island 2 im Jahr 1979 folgte in Schweden im März 1980 eine Volksabstimmung über die Zukunft der Kernenergie. Mit 58,1 Prozent sprachen sich die Wähler für einen weiteren begrenzten Ausbau von Kernkraftwerken aus. Infolgedessen beschloss das schwedische Parlament 1980, dass keine weiteren Kernkraftwerke gebaut werden sollen. Die damals im Bau befindlichen sechs Reaktoren wurden dennoch fertiggestellt. Der Ausstieg aus der Kernenergie sollte bis 2000 abgeschlossen sein. Diese Frist wurde auf 2010 verlängert und im Jahr 2009 ganz aufgehoben.
Nach der Katastrophe von Tschernobyl im Jahr 1986 wurde erneut über die Risiken von Kernenergie diskutiert. Der schwedische Reichstag (Parlament) beschloss 1997, einen der beiden Reaktoren des Kernkraftwerkes Barsebäck bis zum 1. Juli 1998 zu schließen und den zweiten noch vor dem 1. Juli 2001, jedoch unter der Bedingung, dass die Energieproduktion bis dahin ausgeglichen ist. Der Block 1 im Kernkraftwerk Barsebäck wurde am 30. November 1999 geschlossen, Block 2 folgte am 1. Juni 2005.
Der Ausstieg aus der Kernenergie wird in Schweden weiterhin kontrovers diskutiert. Als 2006 die konservative Regierung unter Ministerpräsident Fredrik Reinfeldt ihr Amt antrat, versuchte diese, den Ausstieg abzubrechen, musste zunächst jedoch nach Protesten davon ablassen.
Am 5. Februar 2009 beschloss die Regierung dann ein Energieprogramm, das neben dem massiven Ausbau der Windenergie und einer Senkung des gesamten Energieverbrauchs auch den Neubau von Atomkraftwerken wieder erlauben soll. Neue Reaktoren dürfen dabei nur als Ersatz für stillgelegte Kraftwerke an bestehenden Standorten gebaut werden. Mit dem Programm schloss die Regierung auch staatliche Unterstützung für den Neubau von Atomkraftwerken aus. Am 17. Juni 2010 bestätigte der schwedische Reichstag den Beschluss.
Ab Oktober 2014 wurde das Land durch eine Koalition der Sozialdemokratischen Arbeiterpartei Schwedens und der Umweltpartei/Die Grünen regiert. Zwar hat diese Partei den Atomausstieg noch nicht politisch wieder eingeführt, jedoch wurde die sogenannte „Effektsteuer“, die Atomreaktoren nach ihrer theoretischen und nicht der tatsächlichen Leistungsfähigkeit besteuert, um ein Sechstel erhöht. Infolgedessen kündigten zwei Konsortien, bestehend aus den Stromunternehmen E.ON, Vattenfall und Fortum, die Stilllegung von vier der zehn noch in Betrieb befindlichen Reaktoren bis zum Jahr 2020 an. Die Stilllegungen erfolgten zwischen 2016 und 2020 an den Standorten Oskarshamn und Ringhals.
Im Juni 2016 beschloss die Koalitionsregierung, die Atomstromabgabe im Jahre 2019 abzuschaffen und die bestehenden Reaktoren sukzessive durch neue zu ersetzen. Im Oktober 2022 beschlossen die neuen schwedischen Regierungsparteien, ein Wiederanfahren von Ringhals 1 und 2 und den Bau weiterer Reaktoren prüfen zu lassen. Im Januar 2023 gab die Regierung bekannt, sie werde um Neubauten zu ermöglichen dem Parlament einen entsprechenden Gesetzesvorschlag vorlegen.
Eine im März 2023 veröffentlichte Studie sieht den Haupttreiber in der Abschaffung der Atomstromabgabe darin, dass den Bürgern ein Ultimatum konstruiert wurde: Entweder die Abgabe wird abgeschafft, oder die Atomkraftwerke werden aus Unwirtschaftslichkeitsgründen derart schnell heruntergefahren, dass damit die Stabilität des Stromnetzes aufs Spiel gesetzt wird.

### Philippinen
Ferdinand Marcos, diktatorischer Präsident der Philippinen, hatte den Bau des Kernkraftwerks Bataan (BNPP) vorangetrieben, welches um 1984 schon vollständig fertiggestellt war. Nach der politischen Wende – und kurz nach der Katastrophe von Tschernobyl – entschied seine Nachfolgerin Corazon Aquino gegen die Inbetriebnahme. Der Betrieb eines seit 1963 laufenden Versuchsreaktors in Quezon City wurde jedoch bis 1988 fortgesetzt.
2016 ließ Präsident Rodrigo Duterte eine Wiedereröffnung der damals bereits 30 Jahre alten Anlage BNPP untersuchen. 2017 erfolgten durch die russische Agentur ROSATOM und 2020 durch die IAEA weitere Machbarkeitsstudien zum Betrieb von Kernkraftanlagen auf den Philippinen.

### Belgien
Belgien beschloss ursprünglich 2003 unter der Regierung Verhofstadt I, bis 2025 aus der Atomkraft auszusteigen. Ein entsprechendes Gesetz trat am 31. Januar 2003 in Kraft. Die sieben belgischen Kernreaktoren, drei in Tihange, vier in Doel, sollten jeweils vierzig Jahre nach Beginn des kommerziellen Betriebs abgeschaltet werden. Für die ersten beiden Reaktoren war entsprechend die Abschaltung 2015, für die letzten 2025 vorgesehen. Artikel 3 des Gesetzes sieht ein Verbot für den Neubau von Kernreaktoren zur kommerziellen Energieerzeugung vor.
Nach dem Beschluss zum Ausstieg aus der Kernkraft wurde dieser mehrfach, vor allem wegen der Angst vor einer mangelnden Versorgungssicherheit, politisch diskutiert. Das Gesetz von 2003 sah ausdrücklich Möglichkeiten für eine Revision des Ausstieges vor. Konkret kann durch einen Erlass des Ministerrates nach einer entsprechenden Empfehlung der Elektrizitäts- und Gasregulierungskommission (CREG) eine Laufzeitverlängerung beschlossen werden, wenn Fälle Höherer Gewalt oder einer Störung der Versorgungssicherheit vorliegen. Im Oktober 2011 einigte sich die Regierung Di Rupo zunächst darauf, den Atomausstieg ab 2015 wie ursprünglich geplant umzusetzen.
Der Reaktor Tihange 1 erhielt dann jedoch im Juni 2012 auf Grundlage eines Ministerratsbeschlusses eine Laufzeitverlängerung um zehn Jahre (statt bis zum 1. Oktober 2015 nun bis 2025). Im August und September 2012 wurden Risse in den Reaktordruckbehältern von Doel-3 und Tihange-2 festgestellt. Beide Reaktoren wurden deshalb heruntergefahren und blieben bis Sommer 2013 vom Netz. In Maastricht (nahe der niederländisch-belgischen Grenze, etwa 50 km Luftlinie von Huy entfernt) demonstrierten mehrere tausend Menschen gegen Atomkraft. Die Risse entstanden offenbar schon bei der Herstellung der Behälter.
Nachdem eine Untersuchung der Atomaufsichtsbehörde Föderalagentur für Nuklearkontrolle (FANK/AFCN/FANC) keine Sicherheitsbedenken ergeben hatten, wurden sie wieder hochgefahren. Im März 2014 folgte die erneute Abschaltung der beiden Reaktoren, nachdem Tests der FANK in einem Speziallabor in Mol eine unerwartet hohe Zahl von Haarrissen ergeben hatten. Die Folgen für die Sicherheit der Reaktoren wurden untersucht. Belgische Medien bezweifelten den geplanten Wiederanfahrtermin Juni 2015. Am 17. November 2015 veröffentlichte die FANK ihre Erlaubnis, Doel 3 und Tihange 2 wieder anzufahren. Die Risse würden kein Risiko für die Sicherheit darstellen.
Während Doel-3 und Tihange-2 ausgeschaltet waren, musste zwischen August und Dezember 2014 auch Doel-4 heruntergefahren werden. Die am 11. Oktober 2014 ins Amt gekommene Regierung Michel I beschloss am 18. Dezember 2014 (analog zur Entscheidung zu Tihange-1) eine Laufzeitverlängerung für Doel-1 und Doel-2, die beiden älteren Reaktoren im KKW Doel. Diese dürfen demnach jeweils bis 2025 betrieben werden. Die Energieministerin Marie-Christine Marghem spekulierte über eine grundsätzliche Rolle der Kernenergie in Belgien auch nach 2025. Die Opposition warf ihr später vor, negative Gutachten in Bezug auf diese Laufzeitverlängerung zu verheimlichen, und forderte ihren Rücktritt.
Doel-1 wurde am 15. Februar 2015 – exakt 40 Jahre nach Beginn des kommerziellen Betriebs – vorläufig abgeschaltet. Bevor die Anlage für zehn weitere Jahre ans Netz gehen kann, sind Sicherheitsinvestitionen nötig, die die FANK gefordert hat. Am 30. November 2015 unterzeichnete die Regierung Michel einen Vertrag mit dem Unternehmen Engie (früher GDF Suez) über Investitionen in die Reaktoren Doel-1 und Doel-2.
Am 23. Dezember 2021 gab die belgische Regierung De Croo bekannt, dass die beiden Kernkraftwerke in Doel und Tihange beginnend ab 2022 bis zum Jahr 2025 dauerhaft abgeschaltet werden sollten. Die anschließende Demontage der Nuklearanlagen hätte bis zum Jahr 2045 abgeschlossen sein sollen. Die sieben Koalitionspartner in der belgischen Regierung waren in der Behandlung der Kernenergie uneins gewesen und hatten sich das Jahr 2021 als letzte Frist für einen Beschluss zu dieser Frage gesetzt. Während die Grünen (Ecolo, Groen) einen raschen Atomausstieg und die Deckung der Energielücke durch neu gebaute Gaskraftwerke forderten, kritisierten Politiker des wallonischen Mouvement Réformateur und andere die daraus resultierende Abhängigkeit von russischen Gaslieferungen und den erhöhten Treibhausgasausstoß. In dem regierungsinternen Kompromiss sind auch 100 Millionen Euro Fördermittel für die Forschung zur Entwicklung kleinerer modularer Kernreaktoren vorgesehen. Seit Anfang Februar 2022 stuft die EU-Kommission Kernenergie als nachhaltig ein, womit auch Investitionen in sie als grüne Geldanlagen zählen. Die Mehrheit der EU-Länder, angeführt durch Frankreich will an der Kernenergie festhalten. Auch Belgien möchte Atomkraft aus Gründen der Wirtschaftlichkeit, Umwelt und strategischen Gründen als Option behalten.
Nach dem Russischen Überfall auf die Ukraine 2022 stellte Energieministerin Tinne Van der Straeten dem Regierungskollegium einen Plan vor, der vorsah die Laufzeit von zwei der sieben noch in Betrieb befindlichen Kraftwerksblöcke (Tihange 3 und Doel 4) zu verlängern. Die geplante Laufzeitverlängerung wurde mit dem Betreiber der beiden Kraftwerke Engie verhandelt. Der belgische Staat beteiligt sich nun zur Hälfte an der neuen Betriebsfirma. Im März 2022 wurde der geplante Abschaltungstermin vorerst von 2025 auf 2035 verschoben. Im Mai 2025 hob das Parlament den Ausstiegsbeschluss von 2003 und das Verbot von Neubauten wieder auf.

### Schweiz
Auf nationaler Ebene 
Die Schweiz nutzt die Kernenergie seit 1968 und erzeugt in drei Kernkraftwerken 35 Prozent ihres Stromes. Im Mai 2011 beschloss der Schweizer Bundesrat unter dem Eindruck der Nuklearkatastrophe von Fukushima, einen Ausstieg aus der Atomenergie zu planen. Im Juni 2011 stimmten der Nationalrat und im September 2011 der Ständerat entsprechenden Motionen zu. Demnach sollten keine neuen Kernreaktoren mehr genehmigt werden; die bestehenden Anlagen sollten nach Ende ihrer „sicherheitstechnischen“ Laufzeit abgeschaltet werden. Somit würde gemäß den Einschätzungen der Atomausstieg in der Schweiz bis 2034 vollzogen sein. Der erste der insgesamt fünf Reaktoren, das Kernkraftwerk Mühleberg, wurde 2019 aus wirtschaftlichen Gründen vom Netz genommen, nachdem eine Volksinitiative zur sofortigen Abschaltung im Mai 2014 deutlich verworfen wurde.
Bei der Schweizer Bevölkerung traf der beschlossene Atomausstieg im Jahr 2014 auf Zustimmung: Bei einer repräsentativen Umfrage äußerten sich 77 % der Schweizer dahingehend, dass sie bei einer Volksabstimmung für einen Atomausstieg bis 2034 stimmen würden. Die Atomausstiegsinitiative der Grünen, die die Laufzeit der Kernkraftwerke begrenzen und somit einen Atomausstieg bis spätestens 2029 erzwingen wollte, scheiterte am 27. November 2016 sowohl am Volksmehr als auch am Ständemehr.
Am 21. Mai 2017 wurde in einer Volksabstimmung ein Bewilligungsverbot neuer Atomkraftwerke im Rahmen der Energiestrategie 2050 von 58 Prozent der Stimmenden angenommen. Die Schweizer Regierung arbeitet seit August 2024 daran, dieses Bewilligungsverbot wieder aufzuheben, und so perspektivisch den Bau neuer Kraftwerke wieder zu ermöglichen. Ungeachtet der zwischenzeitlich wechselnden Aussichten wird beim Paul Scherrer Institut nach wie vor an zukünftigen Atom-Reaktoren, wie z. B. dem Hochtemperaturreaktor, weitergeforscht. Die Schweiz ist weiterhin bei Euratom und ITER beteiligt.
Im Jahr 2021 mehrten sich die Stimmen aus dem bürgerlichen Lager, die bestehenden Kernkraftwerke noch möglichst lange zu betreiben, um eine drohende Stromknappheit abzuwenden. Ein sicherer Betrieb der Schweizer Kernkraftwerke sei mindestens über 60 Jahre möglich, also bis ins Jahr 2044.
 Auf Gemeindeebene 
In einem Referendum Anfang Juni 2016 stimmten 70,4 % der Bewohner der Stadt Zürich für einen Ausstieg aus der Atomkraft bis 2034. In der Stadt Bern wurde der Atomausstieg bereits Ende November 2010 in einer städtischen Volksabstimmung auf 2039 festgelegt.

### Japan
Bis zur Nuklearkatastrophe von Fukushima im März 2011 war die Kernenergie in Japan weitgehend unumstritten. Sie produzierte damals ein knappes Drittel des in Japan verbrauchten Stromes. Die produzierte Strommenge sollte jedoch, unter anderem wegen der steigenden Ölpreise, erhöht werden.
Nach der Reaktorkatastrophe äußerte im Juli 2011 der damalige Ministerpräsident Naoto Kan, Japan werde langfristig aus der Kernkraft aussteigen. Sein Nachfolger Yoshihiko Noda kündigte schließlich einen mittelfristigen Ausstieg aus der Kernenergie an. Als unmittelbare Konsequenz des Reaktorunglücks wurden jedoch die meisten japanischen Kernkraftwerke sofort abgeschaltet. Da zudem die japanischen Präfekturregierungen einem Wiederanfahren von Kernkraftwerken nach den alle 13 Monate stattfindenden Revisionen zustimmen müssen, dies aber angesichts massiver Bedenken und Proteste in der Bevölkerung nicht taten, betrieb Japan im März 2012 somit nur noch ein einziges von ehemals 54 Atomkraftwerken. Anfang Mai 2012 ging aber auch dieser Reaktor – Tomari 3 – für Wartungszwecke vom Netz. Damit wurde in Japan zum ersten Mal seit 42 Jahren kein „Atomstrom“ mehr erzeugt.
Am 16. Juni 2012 ordnete Ministerpräsident Noda an, zwei Reaktoren im Kernkraftwerk Ōi wieder in Betrieb zu nehmen, da sonst Stromknappheit drohe., In der Folge kam es zu Massenprotesten gegen die Atomkraft und 7,4 Millionen Japaner unterzeichneten im Juli 2012 eine Petition zum Ausstieg aus der Atomenergie.
Im September 2012 verkündete Yoshihiko Noda dann einen Ausstieg für 2030–2040. Faktisch handelte es sich dabei aber um einen Neubaustopp. Wenige Tage später wurde das entsprechende Strategiepapier in einer Kabinettssitzung wieder verworfen.
Am 16. Dezember 2012 gab es Unterhauswahlen in Japan. Zehn Tage später wurde Shinzō Abe (LDP) zum neuen Ministerpräsidenten gewählt. Der bekannte Atomkraftbefürworter äußerte, Japan könne sich aus wirtschaftlichen Gründen (teure Energieimporte) den Atomausstieg nicht leisten. Am 31. Januar 2013 bekräftigte Abe erneut seine Absicht, den beschlossenen Atomausstieg seiner Vorgängerregierung rückgängig zu machen und schloss dabei ausdrücklich eine Erhöhung des Atomkraftanteils an der Energieversorgung nicht aus.
Im April 2014 machte das Kabinett Abe den vollständigen Kernenergieausstieg rückgängig. Es wurde ein neuer Energieplan beschlossen, nach dem Kernkraftwerke weiter betrieben werden sollen, wobei jedes Kraftwerk zunächst auf die Sicherheit überprüft werden soll. Der Energieplan sieht auch vor, dass der Anteil der Kernenergie am Energiemix insgesamt zurückgefahren werden soll. Stattdessen sollen verstärkt erneuerbare Energien zum Einsatz kommen.
Im Mai 2014 sprachen sich bei einer Umfrage 84,3 % der japanischen Bevölkerung für einen sofortigen oder schrittweisen Atomausstieg aus. Ein Wiederanfahren von Kraftwerken aller damals abgeschalteten japanischen Kernkraftwerke lehnten 48,7 % der Bevölkerung ab. Für eine Wiederinbetriebnahme sprachen sich 41,3 % der Befragten aus. Gerichte in Fukui untersagten das Wiederanfahren der Reaktoren Oi 3 und 4, sowie des Reaktors in Takashima. Im Fall des Reaktors in Takashima wurde diese Entscheidung damit begründet, dass die Sicherheitsrichtlinien der Nuclear Regulation Agency auch in der aktuellen Fassung nicht ausreichend erfüllt wären. Im Oktober 2015 wurden zwei Atomkraftwerksblöcke des AKW Sendai im Südwesten Kyushus wieder angefahren. Gutachter warnten jedoch vor einer Gefährdung der Kraftwerke durch nahegelegene Vulkane.
Die LPD-Komeito-Regierung unter Shinzo Abe wollte langfristig die Atomenergie wieder forcieren, während die NRA in einer Studie noch damit rechnete, dass nur rund 25–50 % der Kraftwerkskapazität von vor Fukushima wieder ans Netz gehen würden, da bei allen Siedewasserreaktoren und den älteren Druckwasserreaktoren die Umbaukosten auf die neuen Sicherheitsrichtlinien zu hoch gewesen seien. Auch wuchs der Anteil der erneuerbaren Energien am japanischen Strommix rapide an. Juni 2016 waren nur 2 der 48 bestehenden kommerziellen Reaktoren Japans in Betrieb.
Am 20. Juni 2016 stimmte Japans Atomaufsicht (erstmals) einer Laufzeitverlängerung zweier Reaktoren (Nr. 1 und 2 im Kernkraftwerk Takahama, westlich von Tokio) um 20 Jahre (über 40 Jahre Alter hinaus) zu. „Die japanische Regierung des rechtskonservativen Ministerpräsidenten Shinzo Abe strebt einen Anteil der Kernenergie an der Stromversorgung von 20 bis 22 Prozent bis zum Jahr 2030 an.“
Im Januar 2022 verkündete die Regierung von Fumio Kishida eine Wiederbelebung der Kernenergie. Existierende Kraftwerke sollen möglichst schnell wieder ans Netz gehen, die Laufzeiten auf 60 Jahre verlängert werden, und nach Möglichkeit neue Reaktoren entwickelt und gebaut werden. So soll die Kernkraft bis 2030 wieder 20 bis 22 Prozent der Energie produzieren. Am 22. Dezember 2022 beschloss die japanische Regierung, die Laufzeit bestehender Meiler über die bisherige Begrenzung auf 60 Jahre hinaus zu verlängern. Außerdem wurde der Bau neuer Reaktoren angekündigt.

### Frankreich

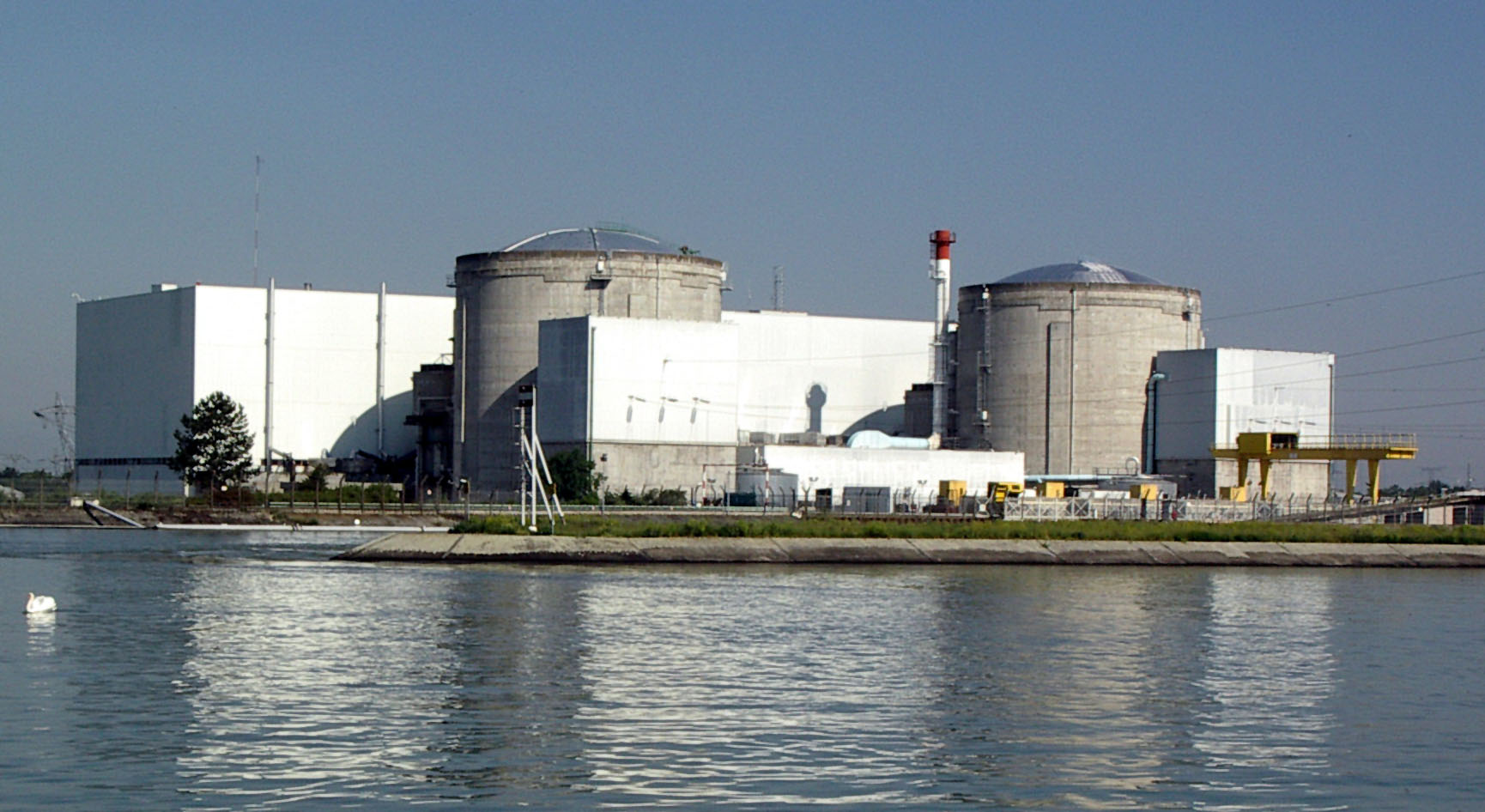
Kernkraftwerk Fessenheim.

Die Parti Socialiste (PS) und die grüne Partei Europe Écologie-Les Verts (EELV) vereinbarten im November 2011, im Fall eines Wahlsieges bei den Präsidentschaftswahlen im Mai 2012 bis 2025 ein Drittel der Kapazität zu schließen, also 24 Kernkraftwerke. Frankreichs ältestes, das Kernkraftwerk Fessenheim nahe der deutschen Grenze, sollte im Falle eines linken Wahlsieges sofort abgeschaltet werden. Der im Mai 2012 neu gewählte Präsident François Hollande kündigte die Stilllegung Fessenheims für Ende 2016 an. Er gab vor, den Anteil des französischen Atomstroms von damals etwa 75 Prozent auf 50 Prozent verringern zu wollen. Die EELV strebte einen Komplettausstieg aus der Kernenergie nach deutschem Vorbild an. Letzten Endes wurde unter Hollande kein einziger Reaktor abgeschaltet.
Die PS strich im Nachhinein eine Passage aus der Vereinbarung, wonach auch die Wiederaufarbeitung von MOX-Brennelementen eingestellt werden sollte. Der Nuklearkonzern Areva, der für die weltweite Produktion von MOX-Elementen und den Betrieb der Wiederaufarbeitungsanlage La Hague verantwortlich ist, gestand ein, dass er bei den Sozialisten intervenierte.
Im Oktober 2014 wurde im französischen Parlament mit 314 zu 219 Stimmen ein Energiewende-Gesetz beschlossen. Es sah vor, den Anteil der Kernenergie am Strommix bis 2025 auf 50 % zu reduzieren, damals waren es 78 %. Die Leistung der Kernkraftwerke wurde auf maximal 63,2 Gigawatt gedeckelt.
Am 22. Juli 2015 verabschiedete die französische Nationalversammlung ein Gesetz zur Energiewende. Bis 2025 sollte demnach der Anteil des Atomstroms von 75 % auf 50 % sinken, dafür hätten mehr als 20 der insgesamt 58 Atomkraftwerke abgeschaltet werden sollen. Zugleich sollten fossile Energieträger um 30 % im Zeitraum 2012–2030 sinken, während erneuerbare Energien von 12 % auf 32 % bis 2030 steigen sollten. Umweltministerin Ségolène Royal bezeichnete das Gesetz als das „ehrgeizigste in Europa“.
Im November 2017 verkündete Präsident Emmanuel Macron, dass das Ziel einer Reduktion auf einen 50 % Anteil von Kernenergie am Strommix frühestens 2035, d. h. zehn Jahre später als ursprünglich geplant, erreicht werden könne.  Am 8. Dezember 2020 ergänzte er, dass Kernkraft ein „sicherer und CO2-armer Eckpfeiler“ des französischen Energiemixes sei. Im Februar 2022 kündigte er eine „Renaissance der Kernkraft“ an. Dazu sollten bis zu 14 neue Reaktoren gebaut und die Laufzeit sicherer Meiler über 50 Jahre hinaus verlängert werden. Im November 2022 bekräftigte er, den Bau neuer Kernkraftwerke zu beschleunigen. Ein entsprechendes Gesetz wurde 2023 beschlossen. Frankreich will nun bis 2035 Small Modular Reactors und sechs neue EPR2 Reaktoren bauen, und außerdem die Kernkraft zur Produktion von grünem Wasserstoff nutzen, der Bau der EPR in Olkiluoto und Flamanville dauerte jeweils rund 17 Jahre.

Stand Mai 2025 sind in Frankreich weder neue Reaktoren in Bau noch ist ein Baustart absehbar.

### Südkorea
Im Juni 2017 kündigte der südkoreanische Präsident Moon Jae-in an, bis 2057 vollständig aus der Atomkraft aussteigen zu wollen. Die bestehenden AKW sollten nach 40 Jahren Betriebsdauer vom Netz gehen, der älteste Reaktorblock, Kori 1 wurde dementsprechend am 18. Juni 2017 abgeschaltet. Im Juli 2022 wurden die Ausstiegspläne vom nachfolgenden Präsidenten Yoon Suk-yeol revidiert. Südkorea will damit an der Kernenergie festhalten und den Anteil an der Stromerzeugung bis 2030 wieder auf mindestens 30 % anheben. Zwei im Bau befindliche Reaktoren sollen fertiggestellt werden. Anfang 2023 wurde beschlossen, bis 2033 sogar sechs neue Reaktoren ans Netz zu bringen, und damit den Anteil der Kernkraft auf 34,6 % zu steigern. Bis September 2024 waren keine Baustarts zu verzeichnen, lediglich die 2017 bzw. 18 begonnenen Reaktoren Shin-Kori-5 & 6 strebten der Wiederaufnahme der Arbeiten entgegen.